# 青木香雪
青木 香雪（あおき こうせつ、本名:青木 徳太郎、1895年8月2日 - 1978年12月30日）は、日本の仏師。愛称は人形徳さん。

## 来歴
1895年（明治28年）8月2日、滋賀県甲賀郡岩根村（現・湖南市正福寺）にて出生。石部高等小学校卒業。1915年（大正4年）、日本美術院第二部卒業（第1期生）。後に美術院の院長に就いた明珍恒男に学ぶ。
1970年（昭和45年）、文化庁より文化財功労者として表彰を受ける。

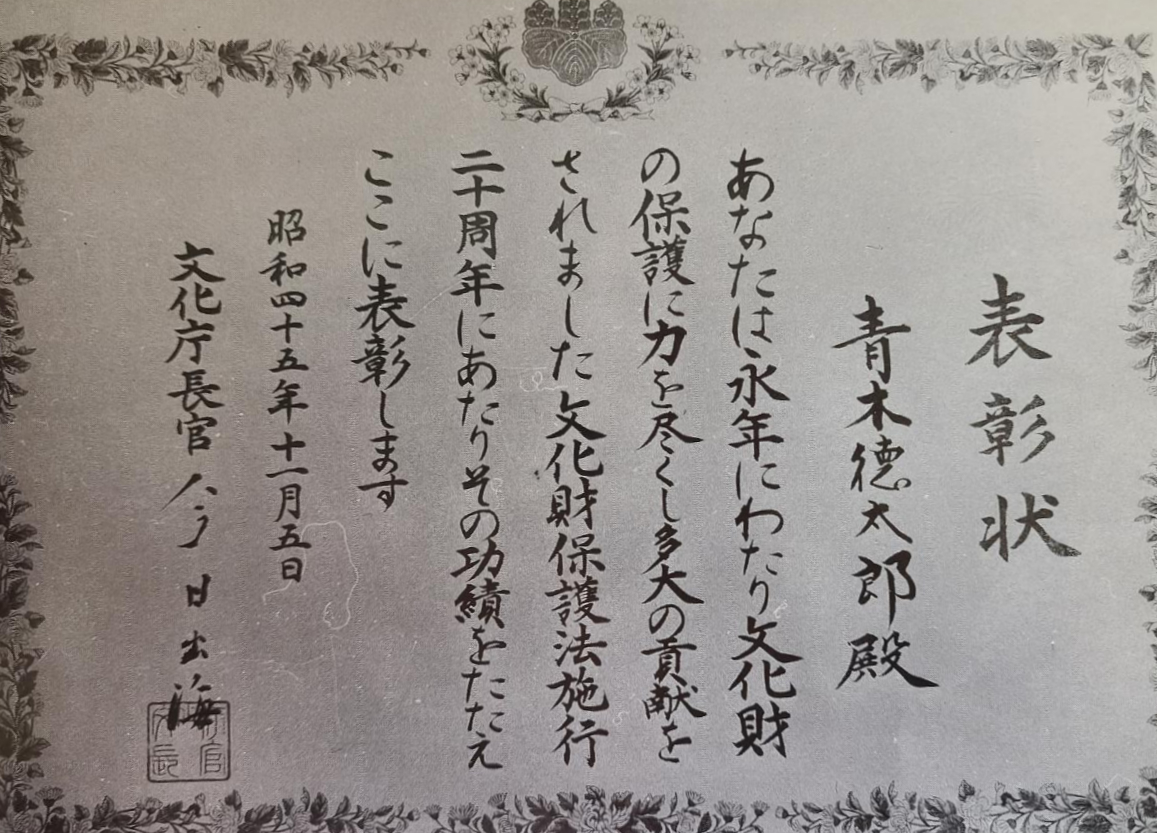

滋賀仏像彫刻家同好会会長。甲西町文化財審議委員。甲西町指定無形文化財認定保持者の第1号に選定される。1978年（昭和53年）滋賀会館ギャラリーにて個展開催。同年12月30日、84歳の生涯を閉じた。

## 主な作品
- 西教寺の弁財天像

- 長田神社の狛犬

- 醍醐寺 伝法院本尊及千体仏

- 宇治平等院 欄間

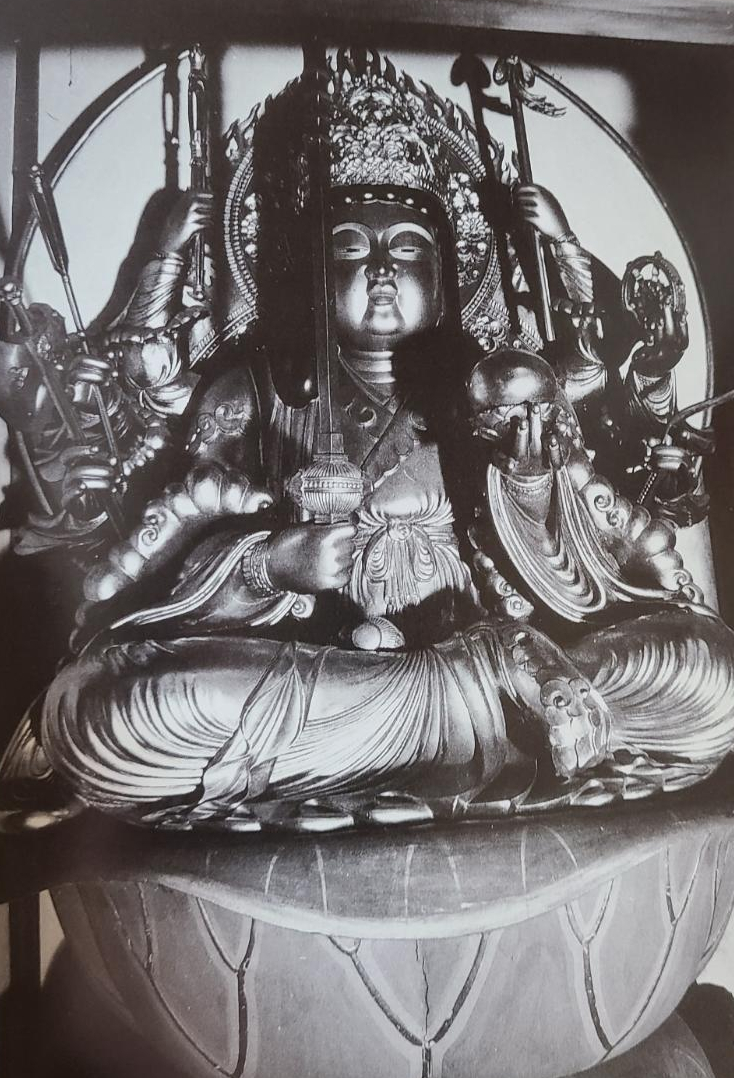
辦財天像 (坂本 西教寺安養院)

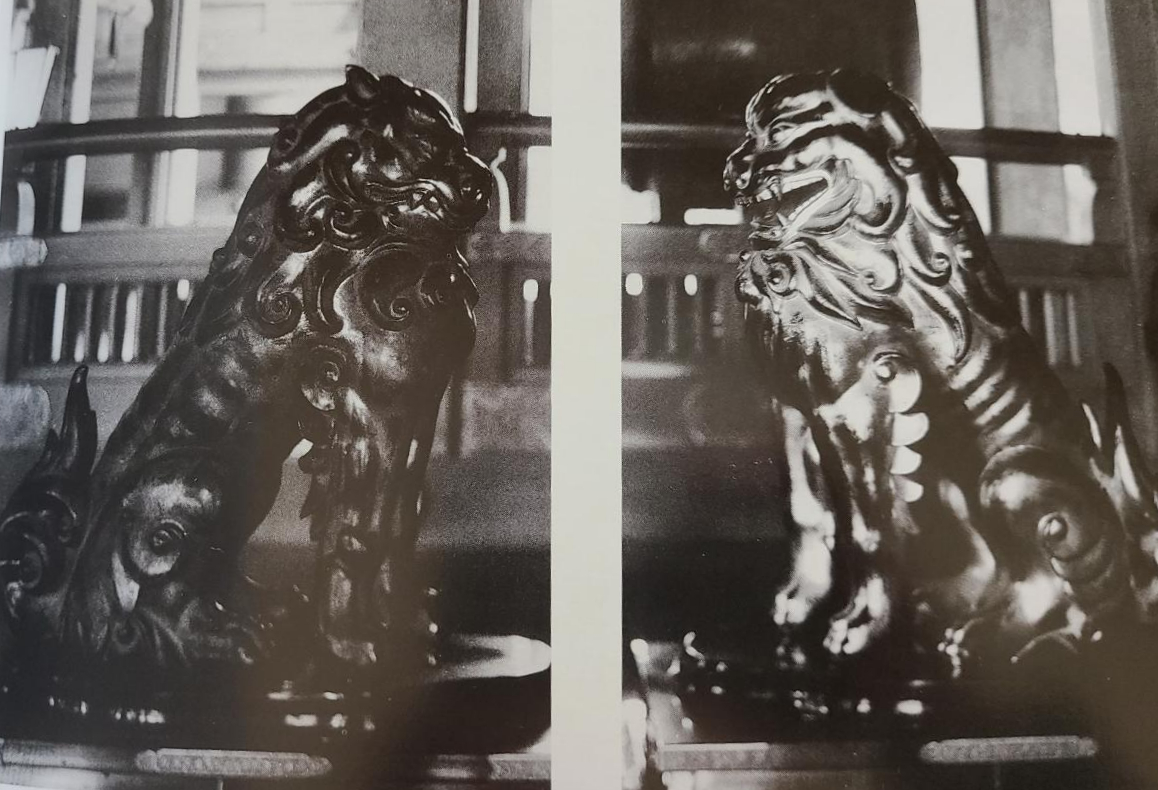
神戸 長田神社 狛犬

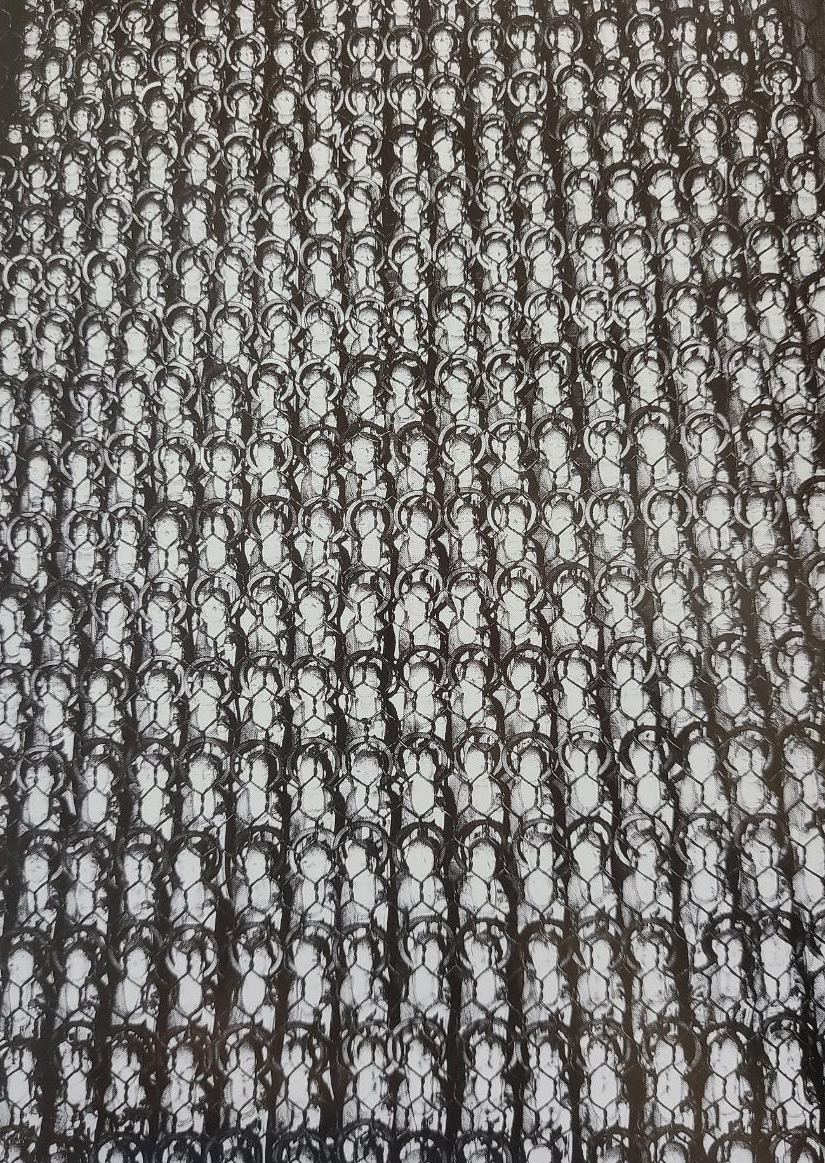
地蔵千体仏 醍醐寺伝法院

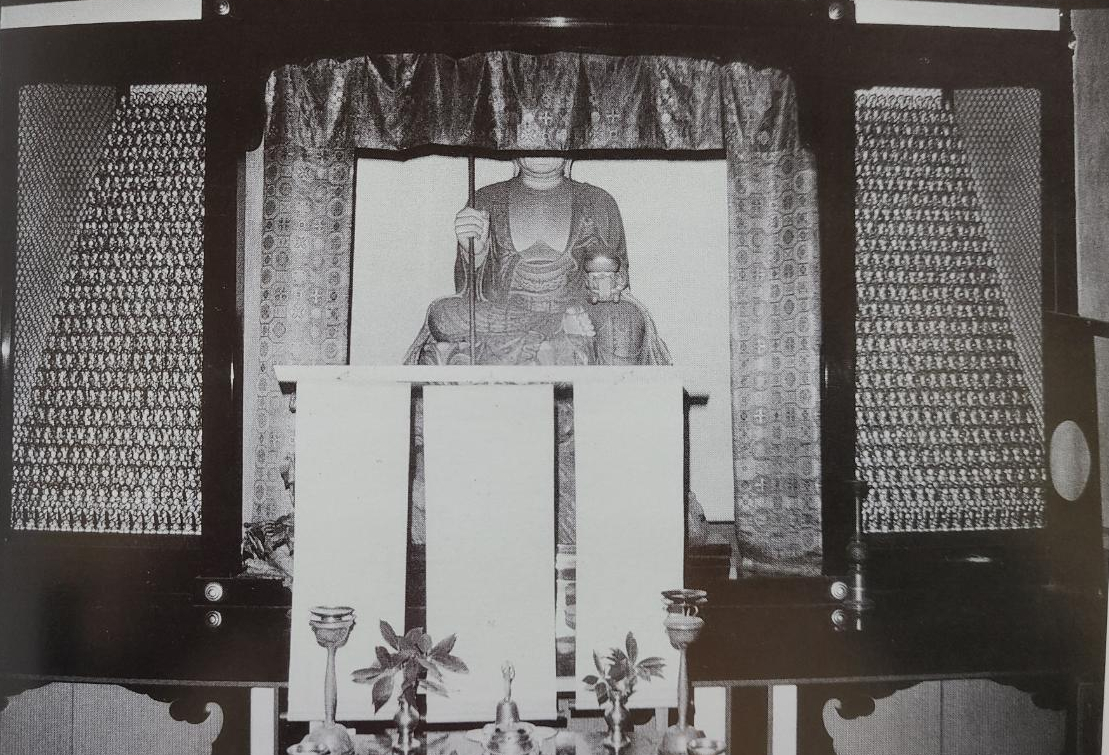
地蔵千体仏 醍醐寺伝法院

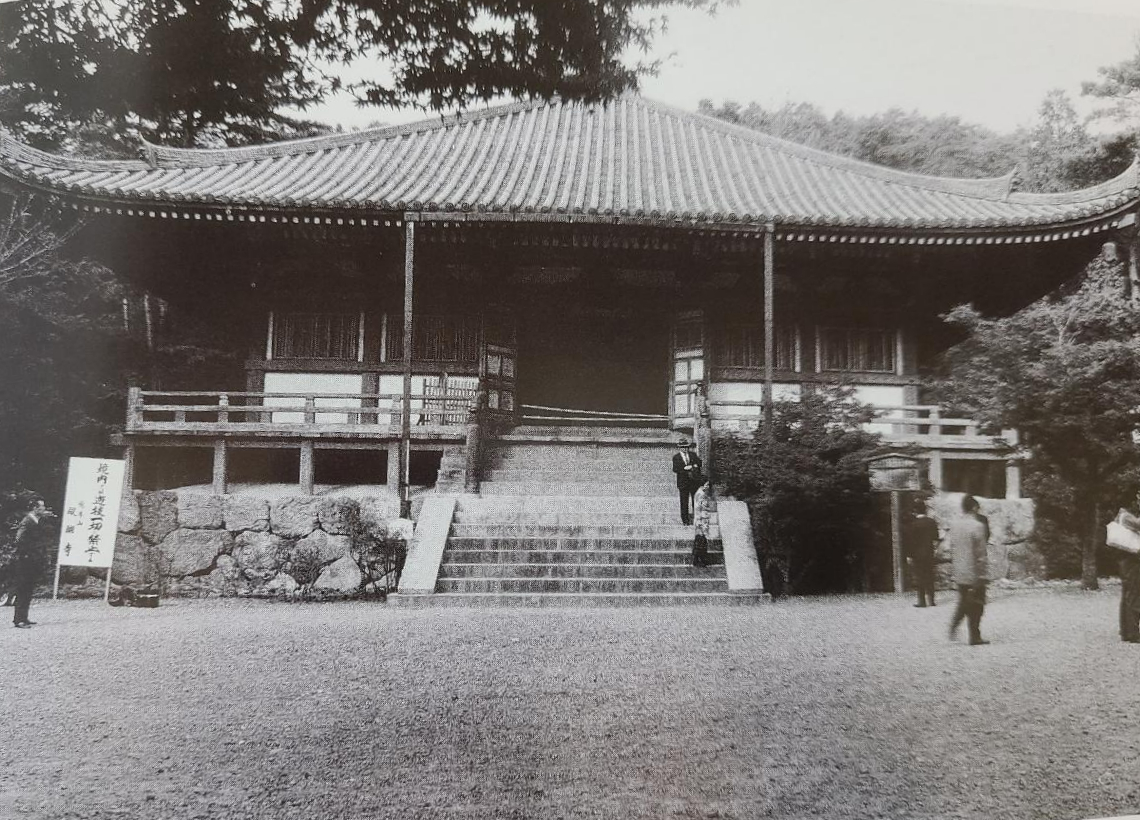
醍醐寺伝法院本堂

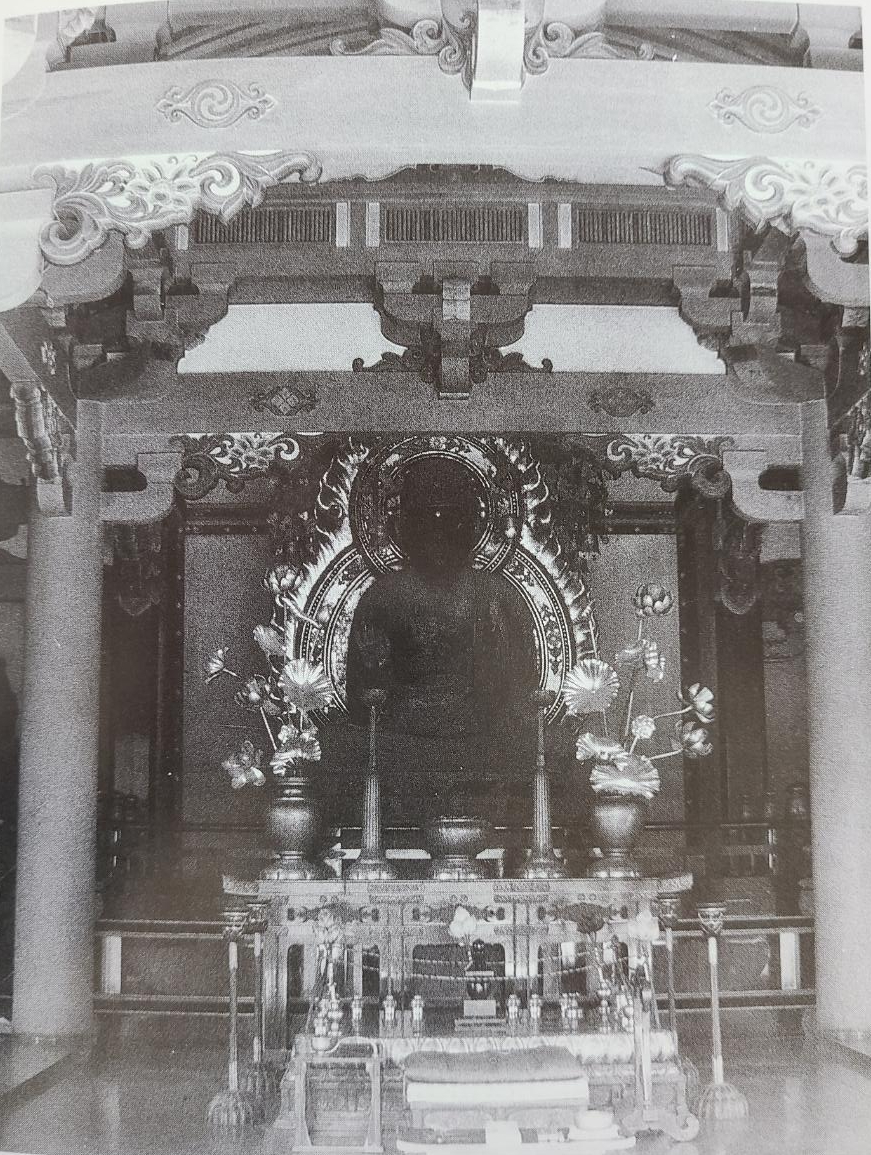
醍醐寺伝法院 御本尊 修理及び光背新調

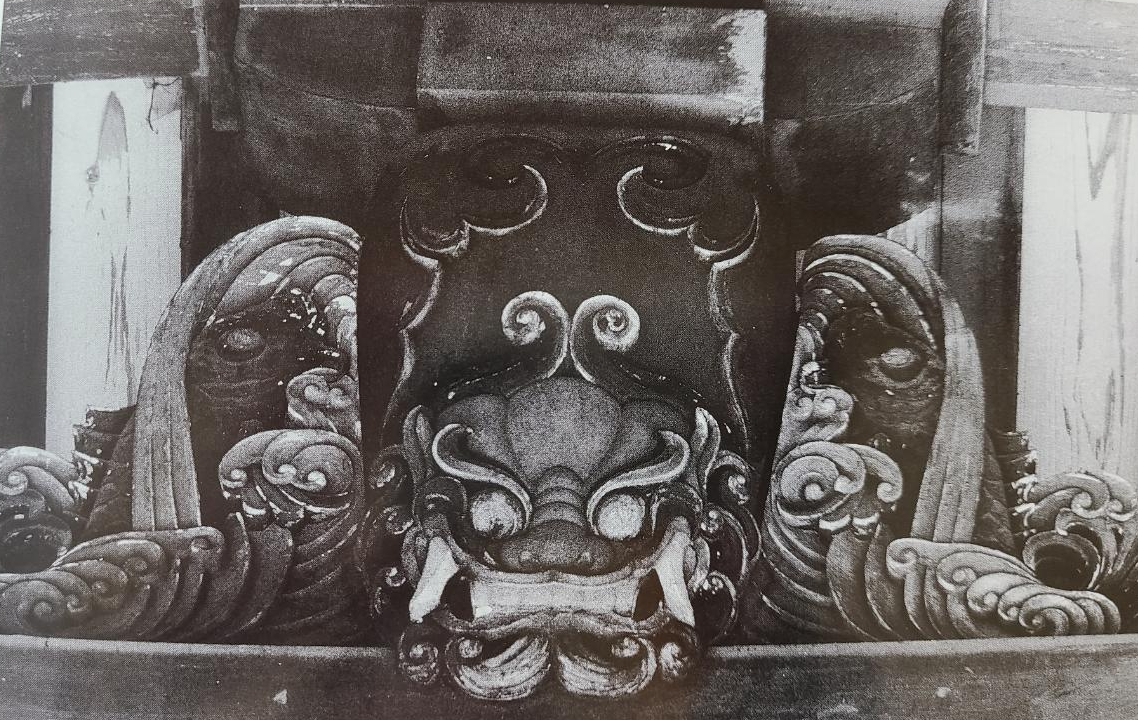
醍醐寺伝法院 山門の蟇股

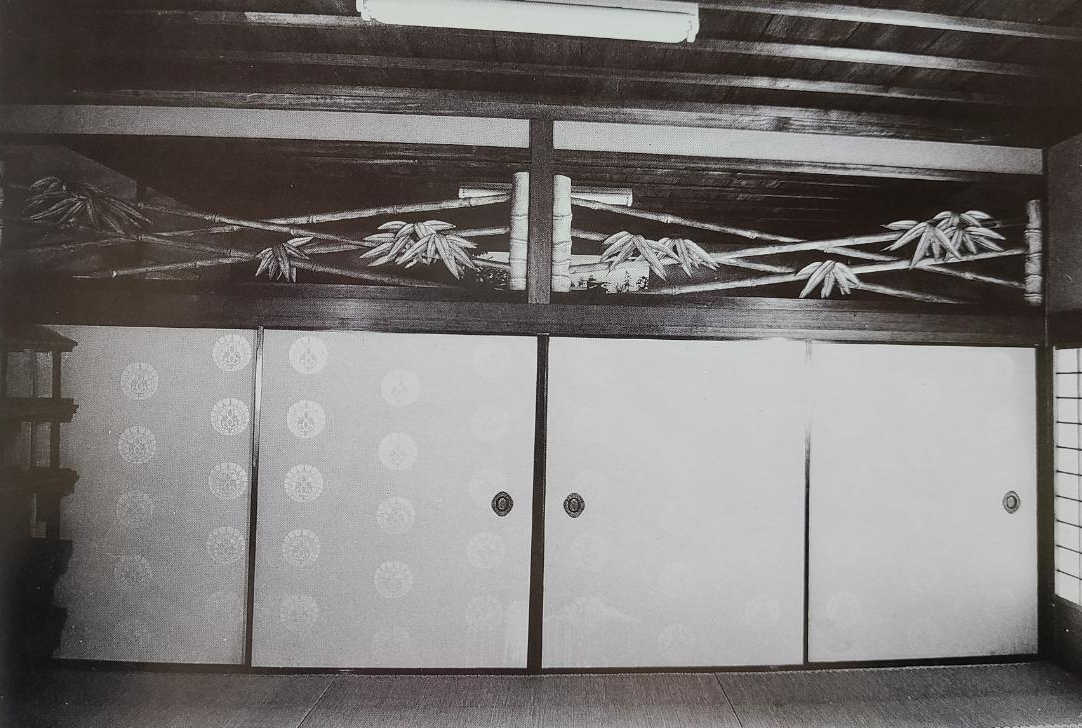
宇治平等院 最勝院 大書院欄間

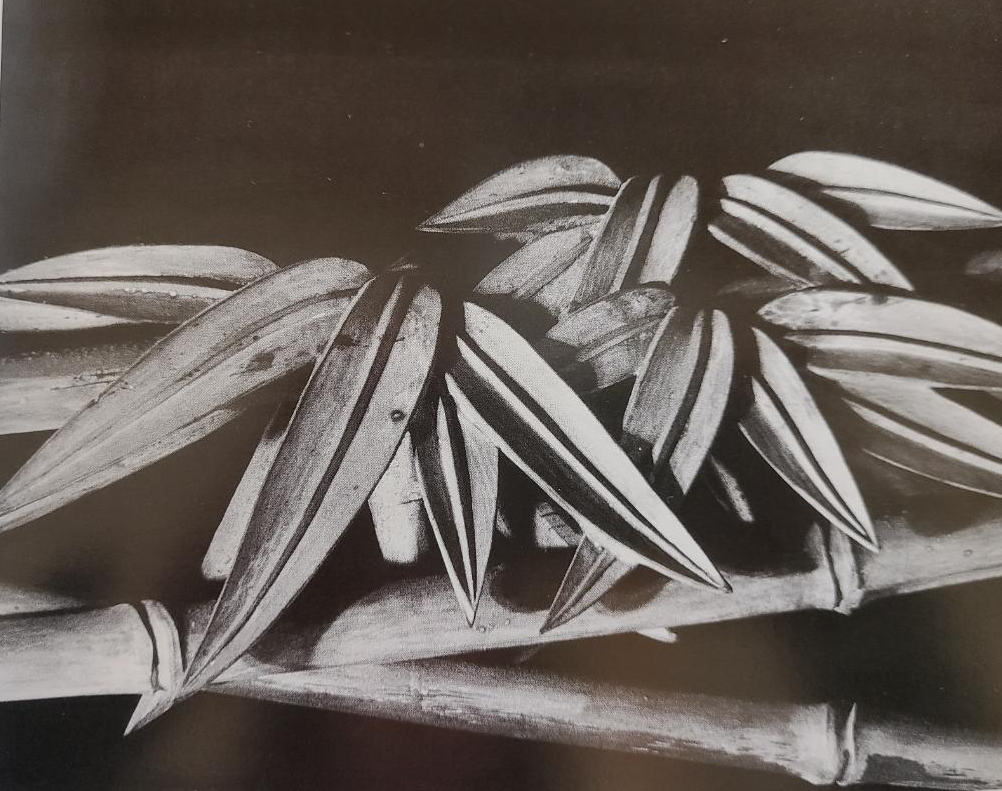
宇治平等院 最勝院 大書院欄間

- 晴明神社 拝殿 (正面)蟇股  (京都 上京区)

- 神護寺 大黒天像・金堂幕股

- 永観堂 玄関装飾

- 南禅寺 法皇寺 建築装飾 蟇股

- 百万遍修道院額

- 天女乾漆像

- 聖観世音菩薩

- 聖観世音菩薩 (青木本家所蔵)

- 聖観世音菩薩 (岡本家所蔵)

- 天女浮彫一面

- 如意輪観世音菩薩

- 天女浮彫 (明珍恒男先生図案 石馬禅寺)

- 慈顔 (深井家所蔵)

- 聖観世音菩薩 (岩沢家所蔵)

- 散華 (薄肉彫天女像 京都三縁寺)

- 狛犬一対 (滋賀 甲西町 日枝神社本殿)

- 阿弥陀如来立像 (和田源次郎家所蔵)

- 魚藍観世音菩薩

- 釈迦如来座像 (廣瀬家所蔵)

- 正念寺欄間 (滋賀 甲西町)

- 白衣観世音菩薩 (森崎家所蔵)

- 浮彫天女二面

- 飛天 (滋賀 石部町 常楽寺欄間)

- 如意輪観音座像

- 聖観世音菩薩(廣瀬家所蔵)

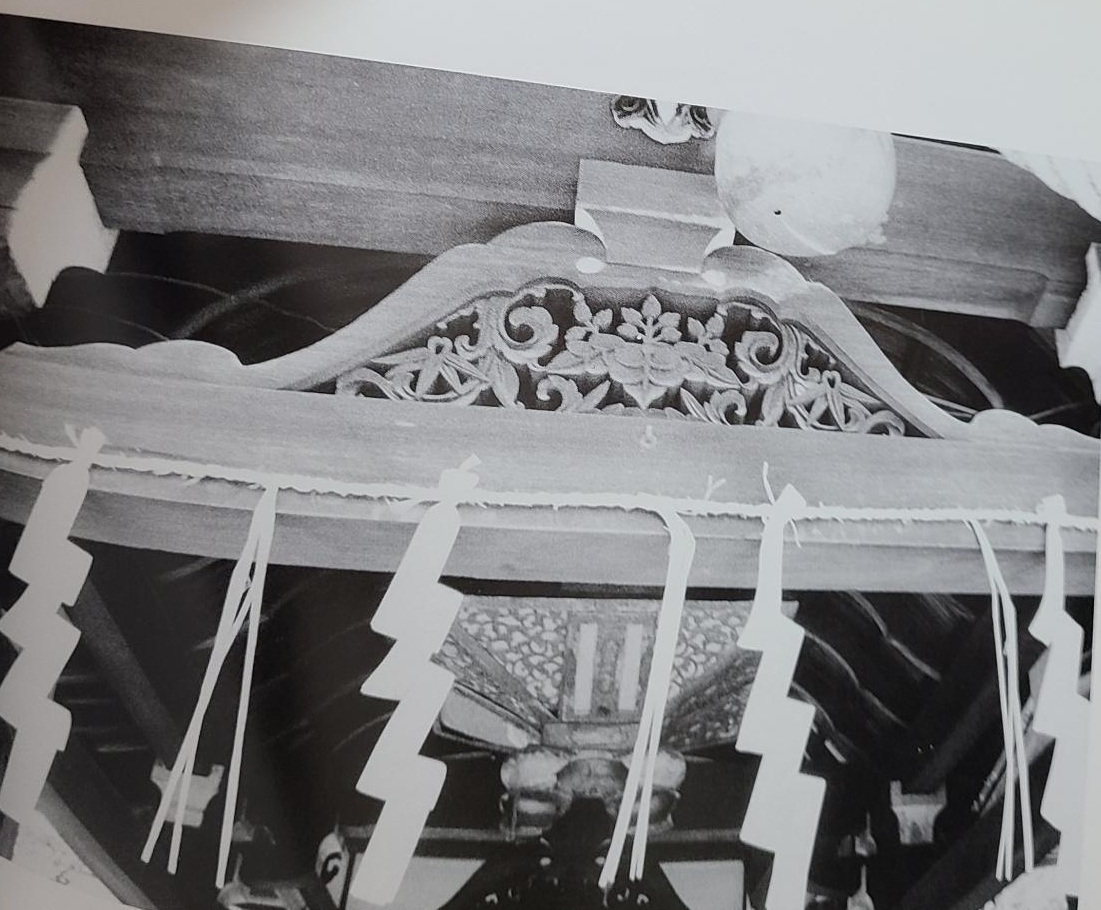
蟇股 晴明神社拝殿 (正面)

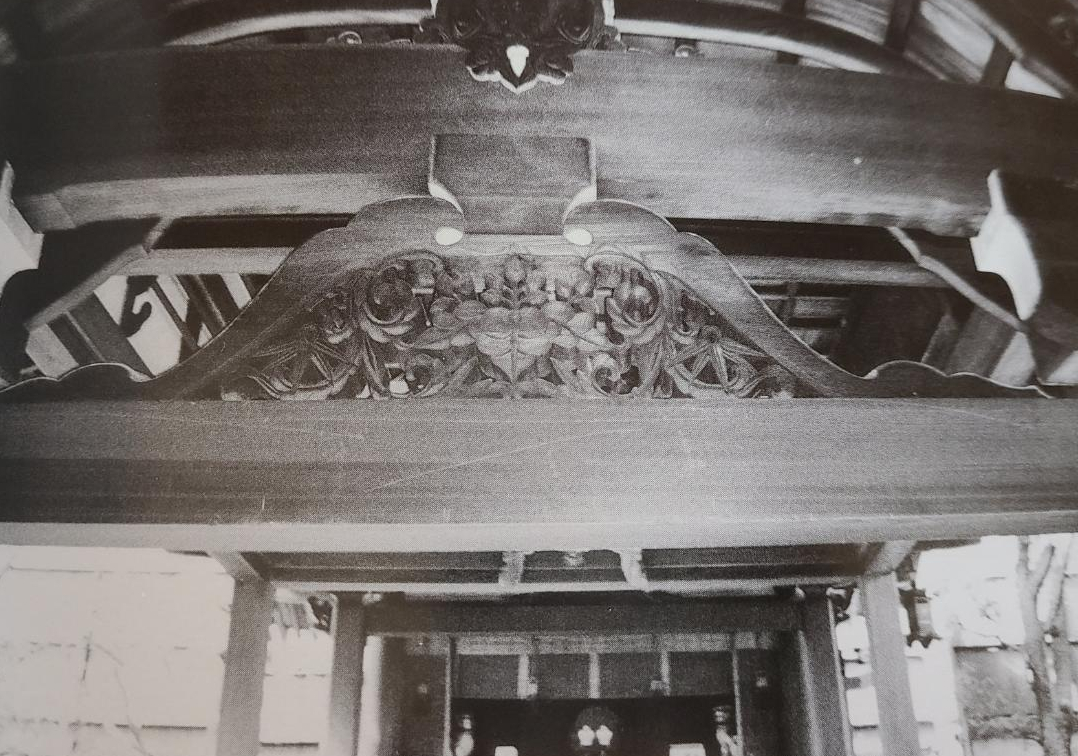
蟇股 晴明神社拝殿(中) 京都 上京区

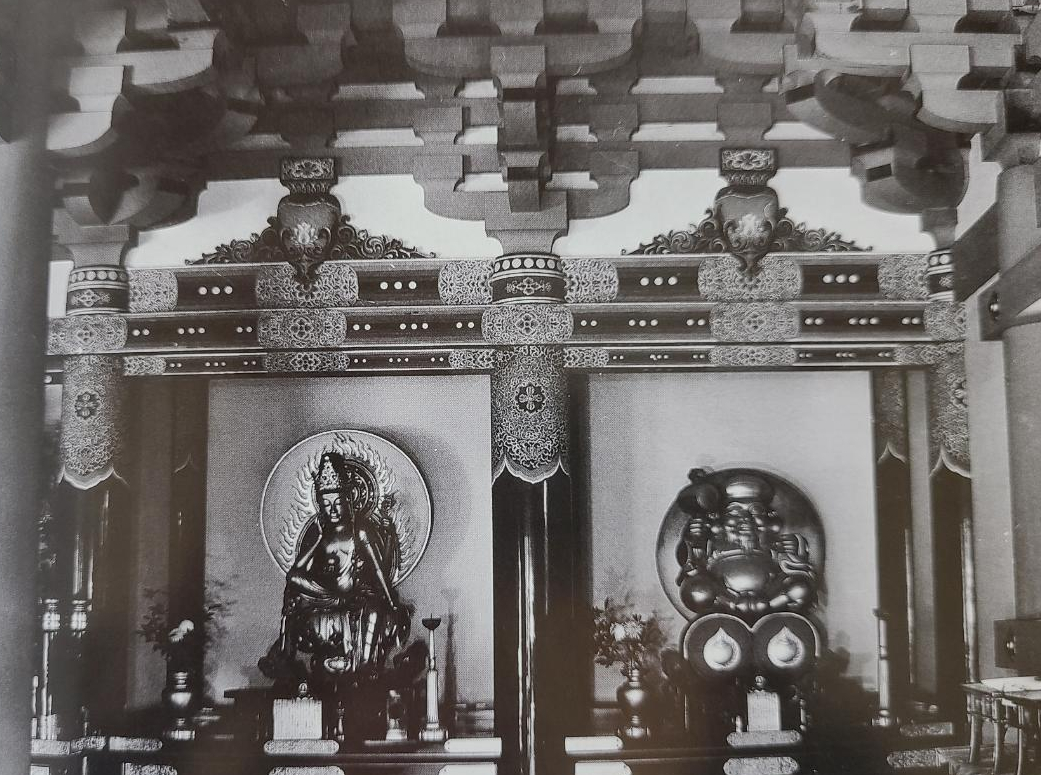
大黒天像及び内部建築装飾 神護寺金堂

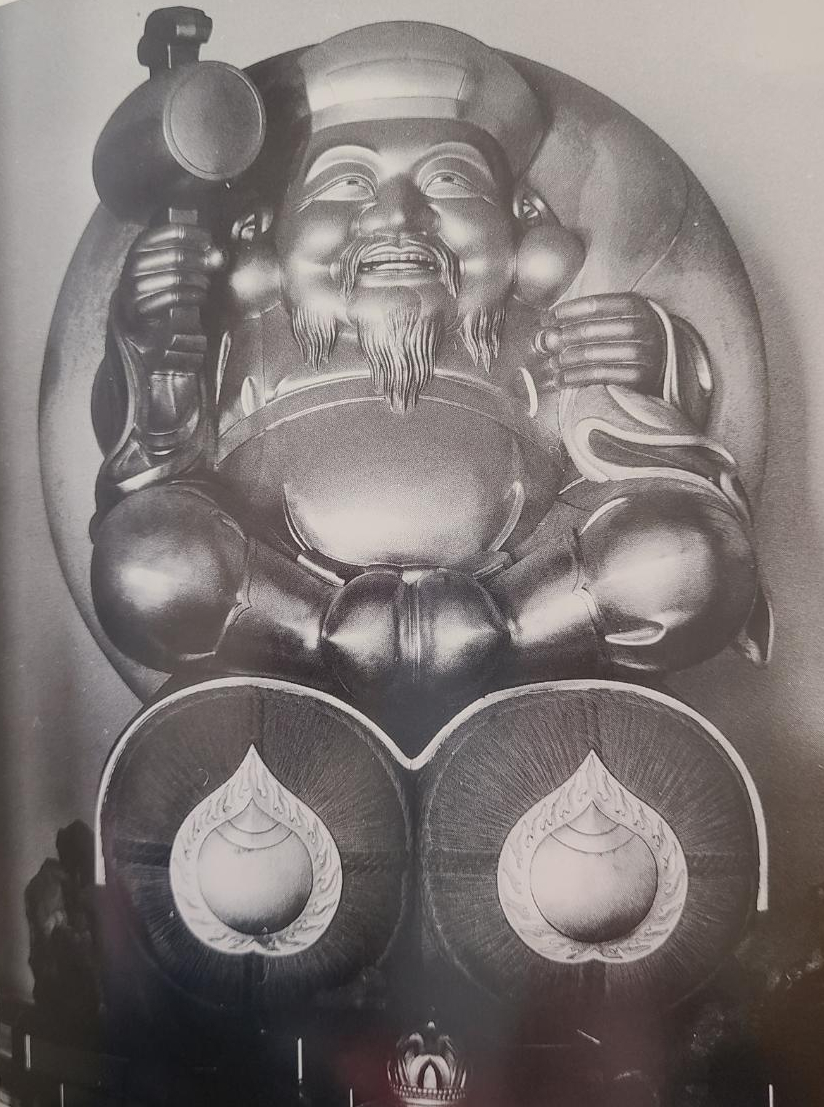
大黒天像 神護寺金堂

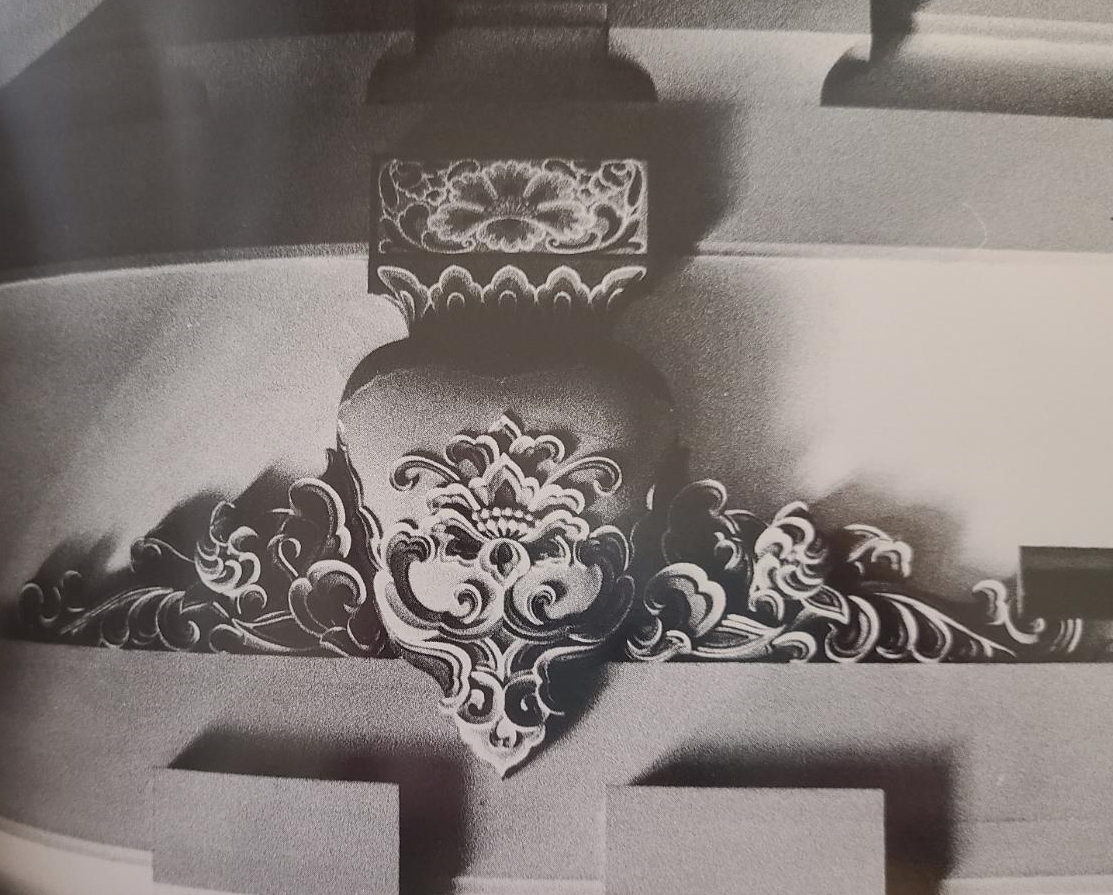
神護寺金堂内部の蟇股

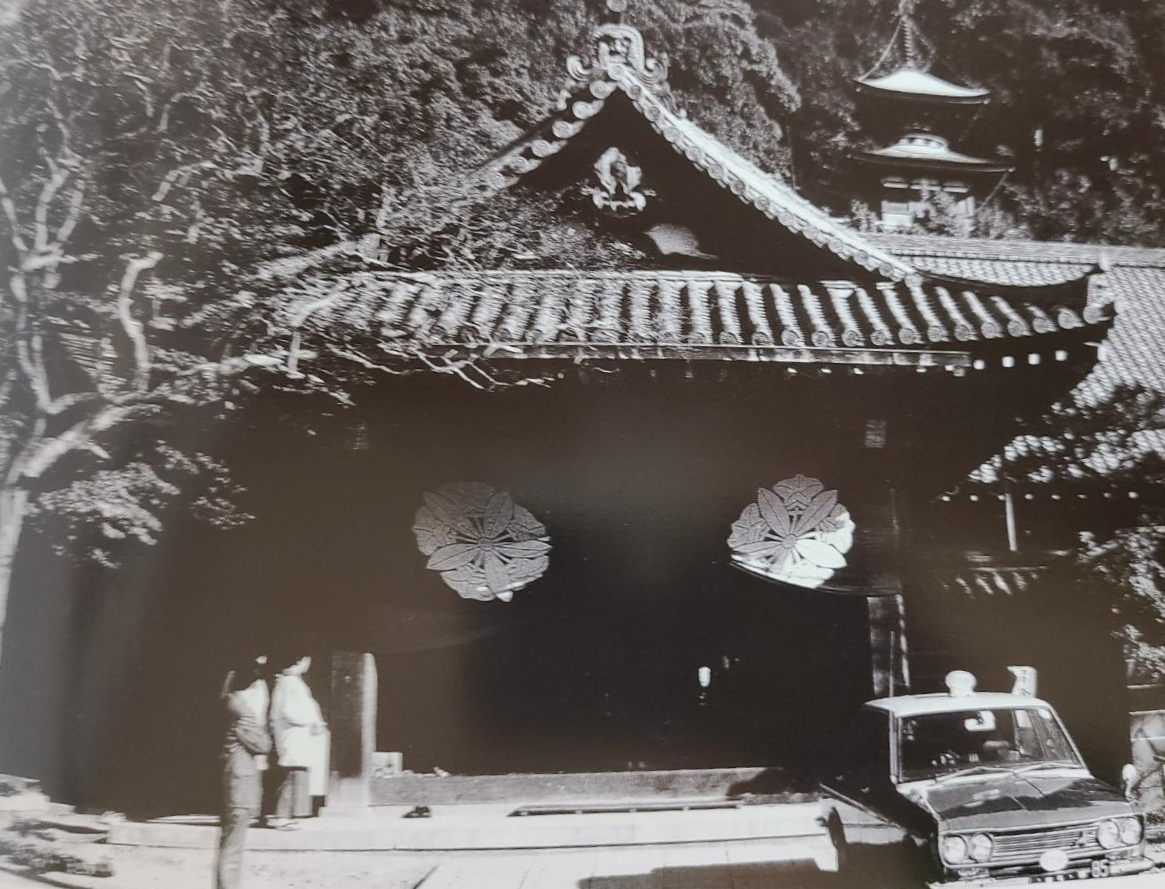
永観堂 玄関装飾

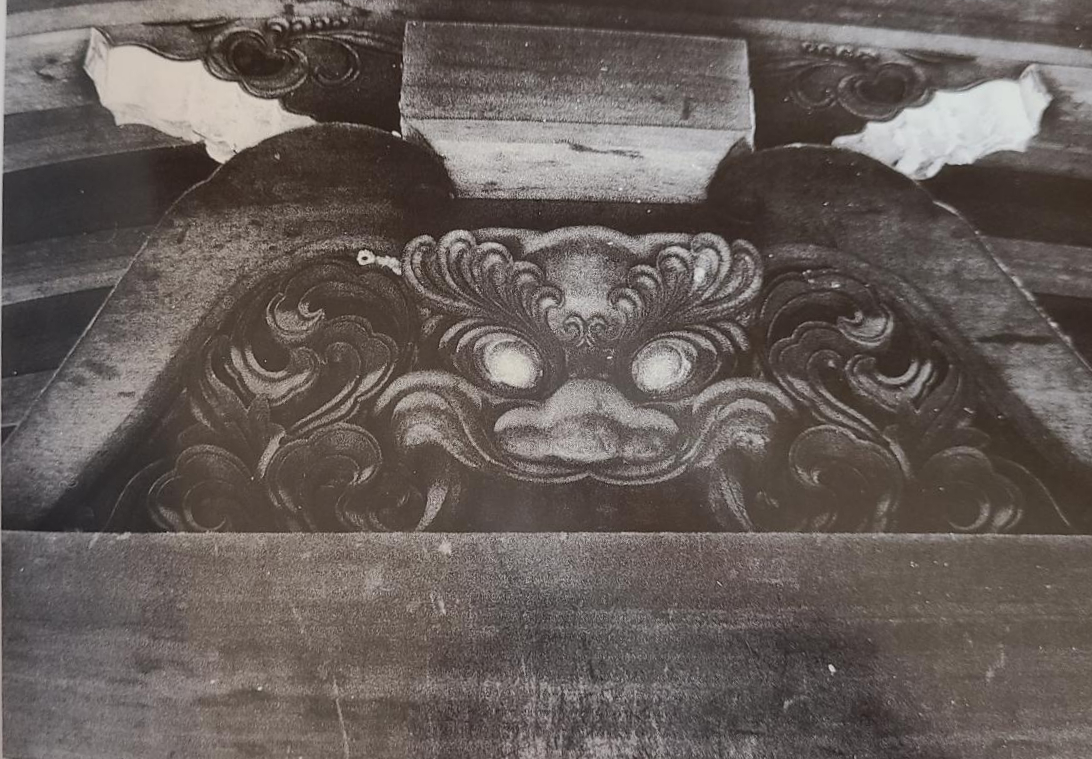
永観堂玄関の蟇股

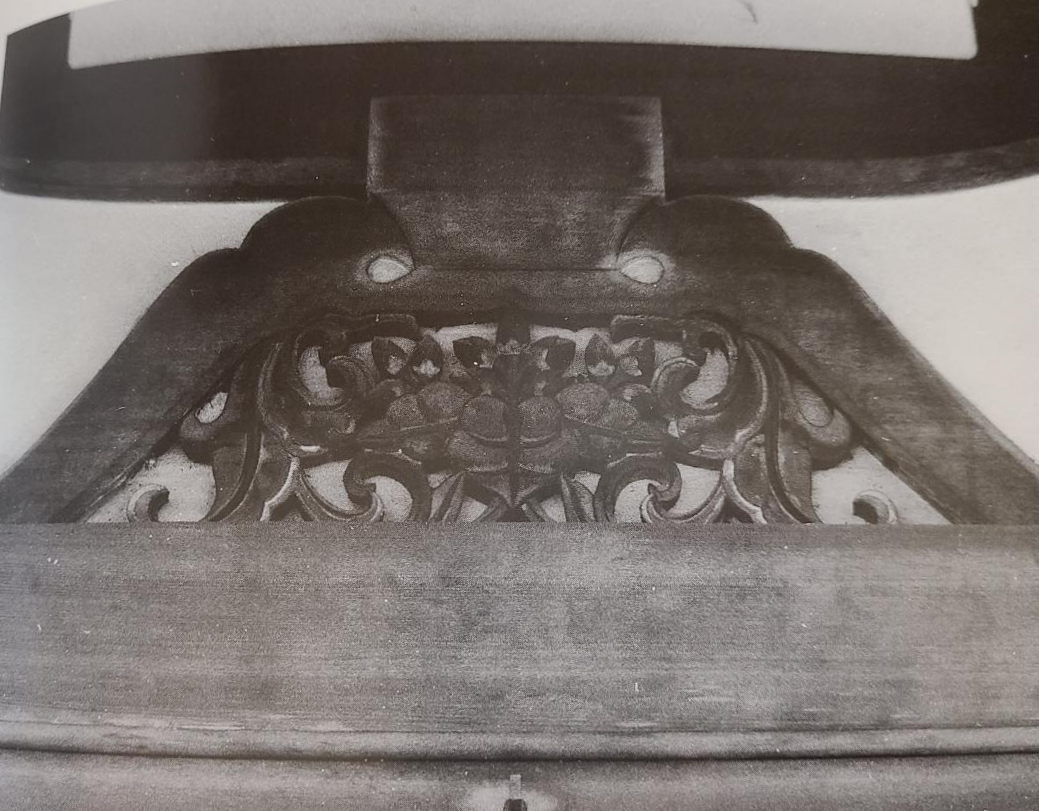
南禅寺法皇寺 建築装飾 蟇股

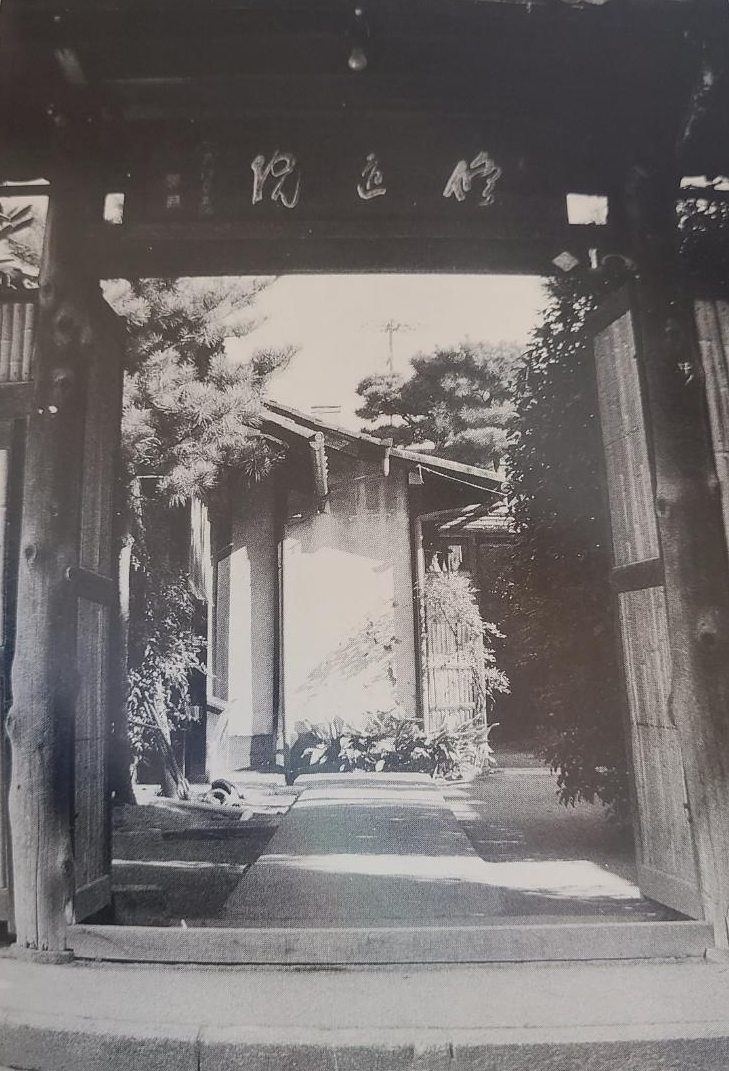
百万遍修道院額

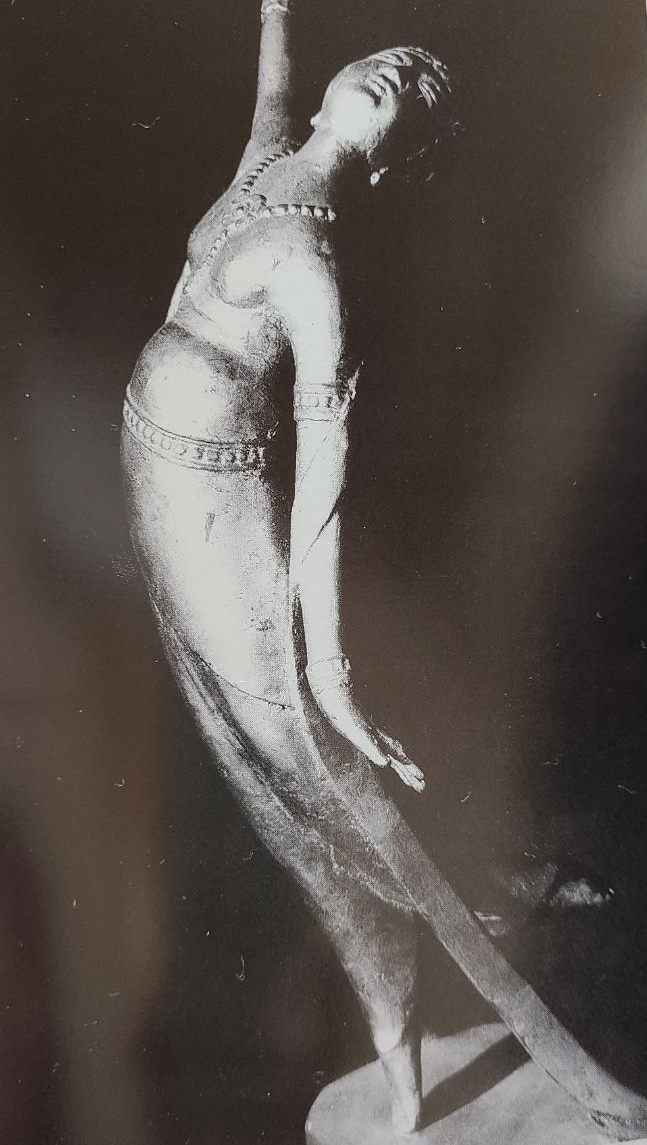
天女乾漆像

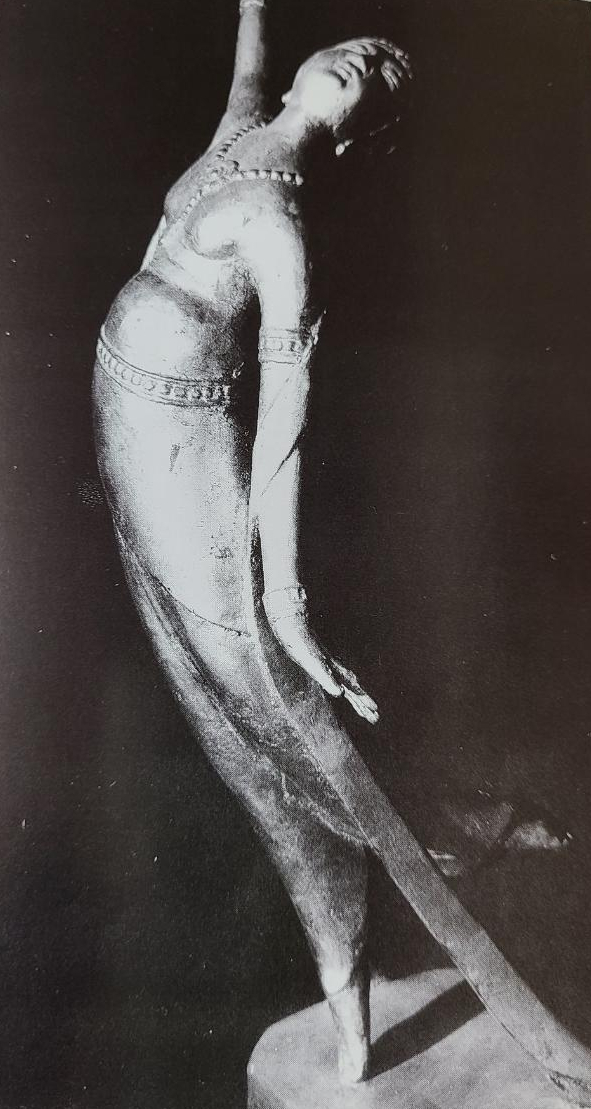
天女乾漆像

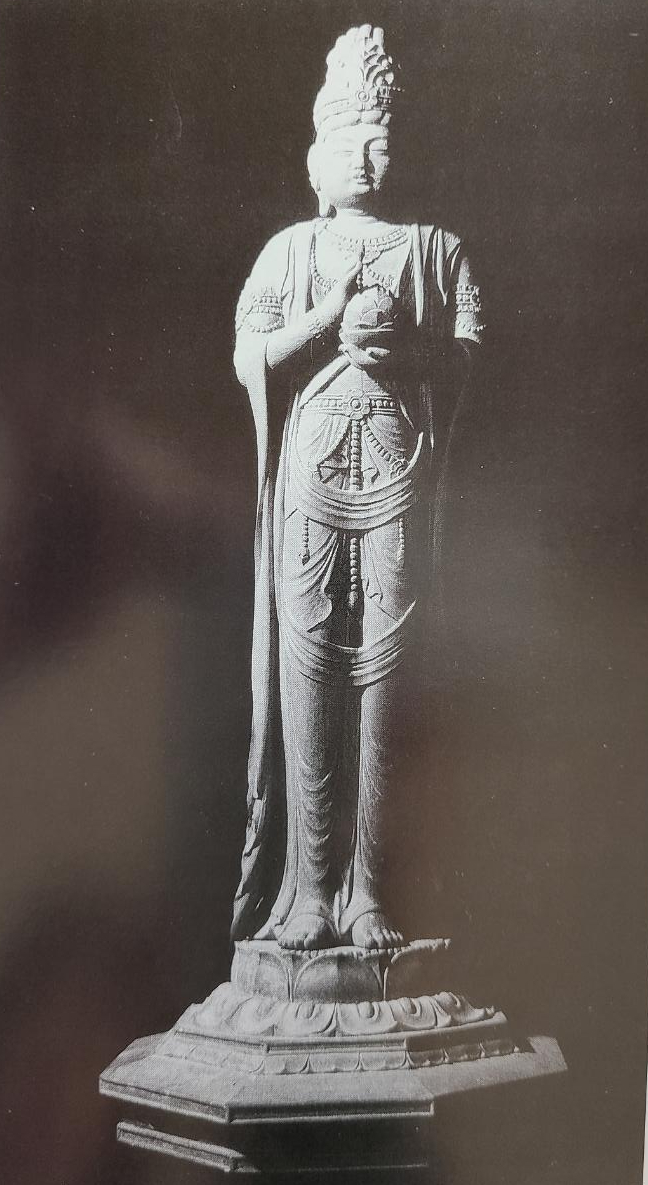
聖観世音菩薩

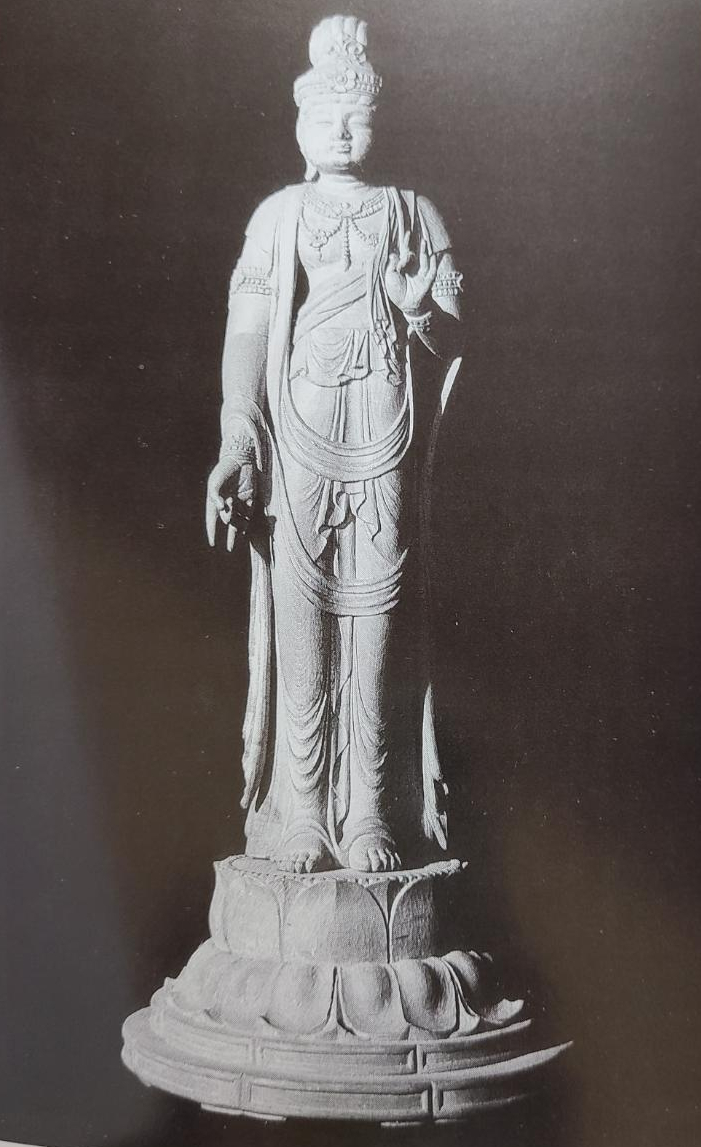
聖観世音菩薩

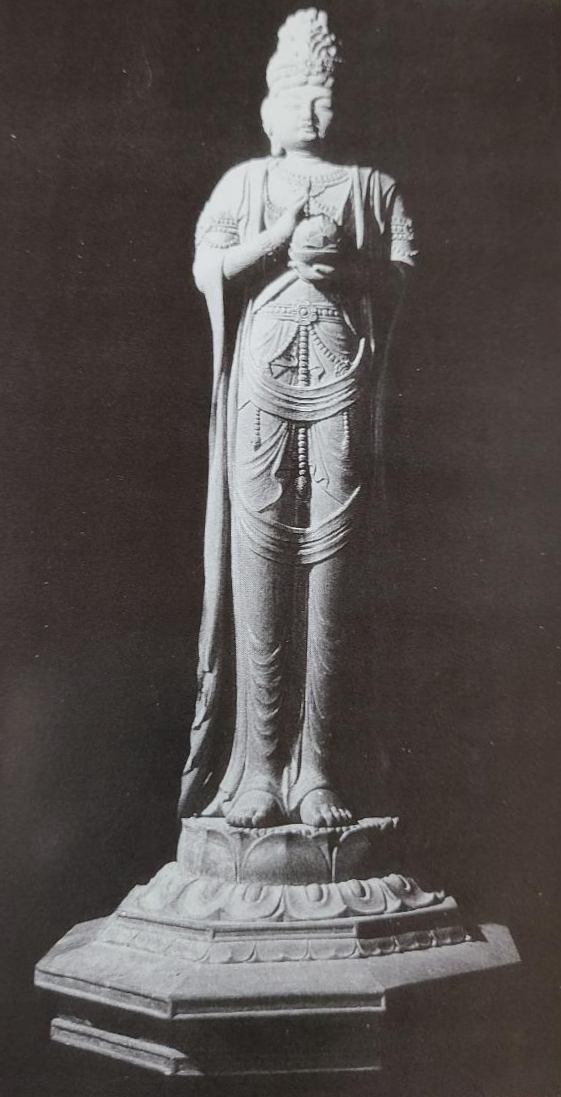
聖観世音菩薩

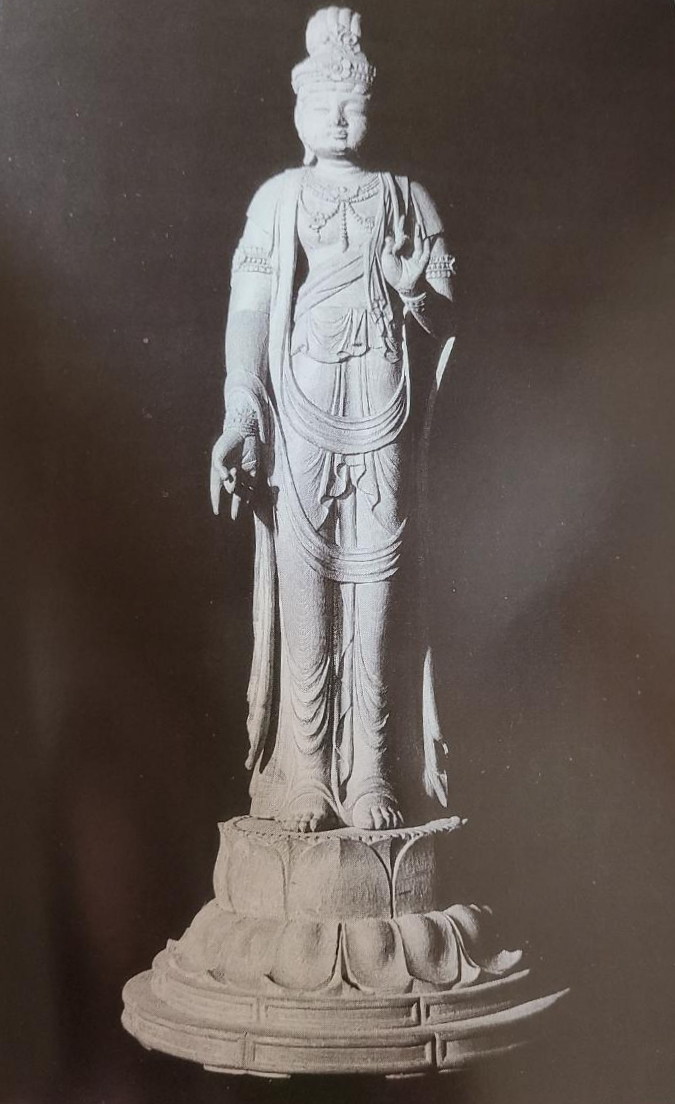
聖観世音菩薩

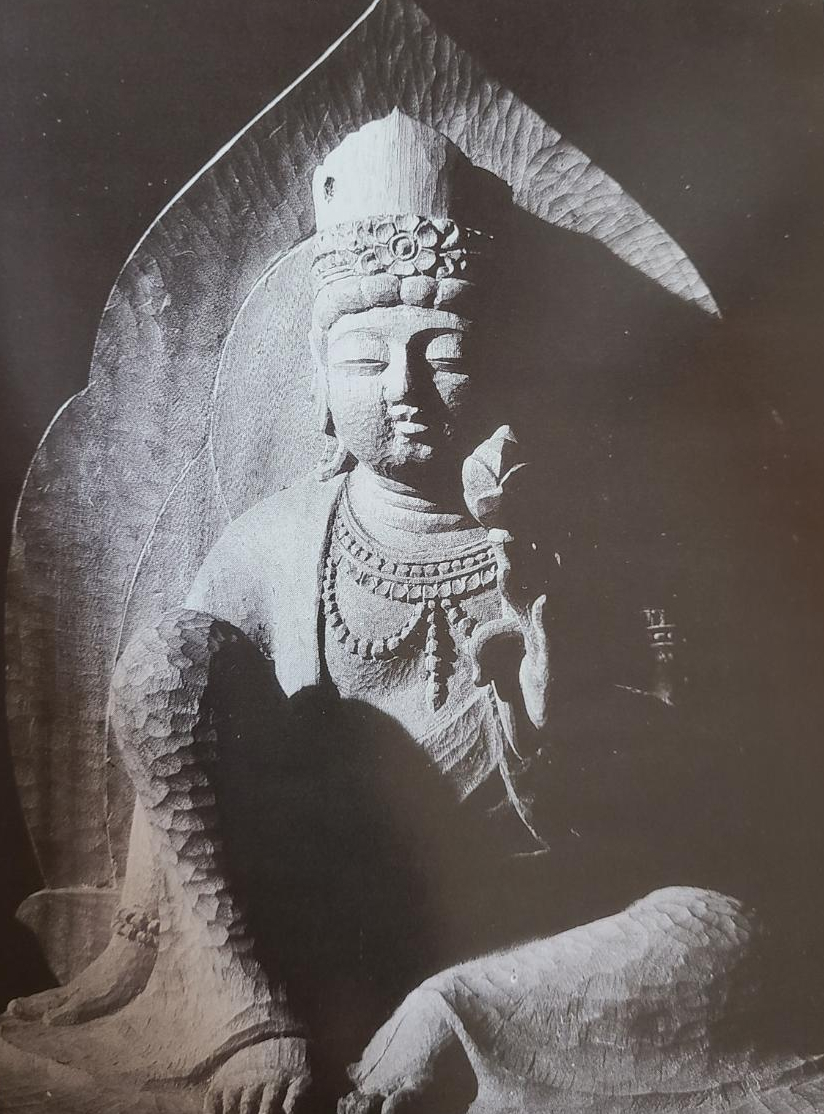
聖観世音菩薩

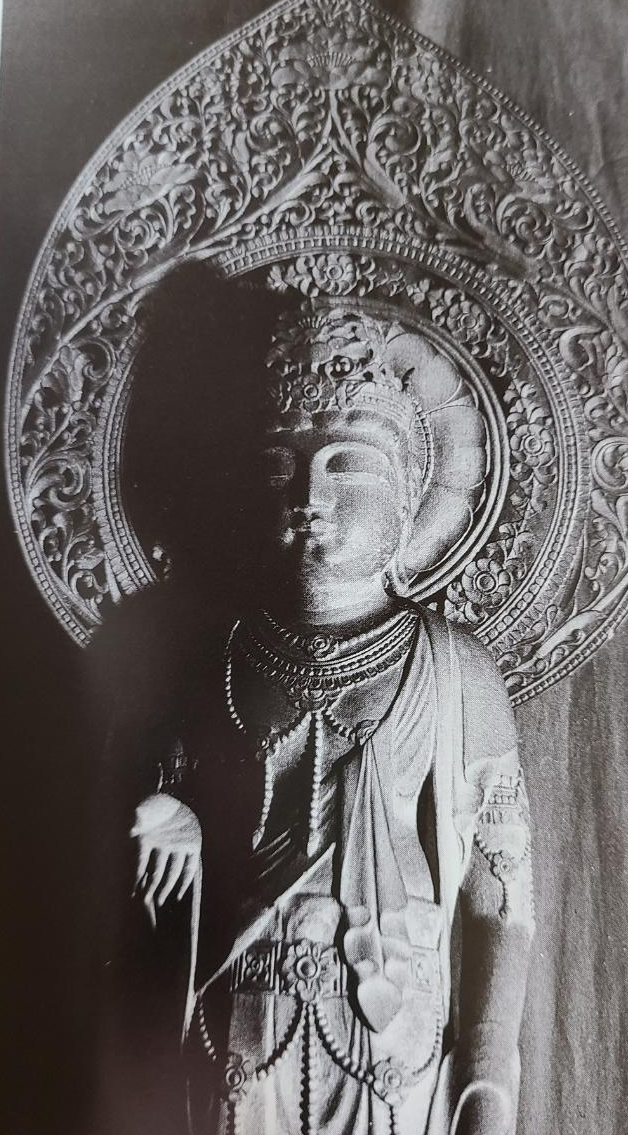
聖観世音菩薩 (青木本家所蔵)

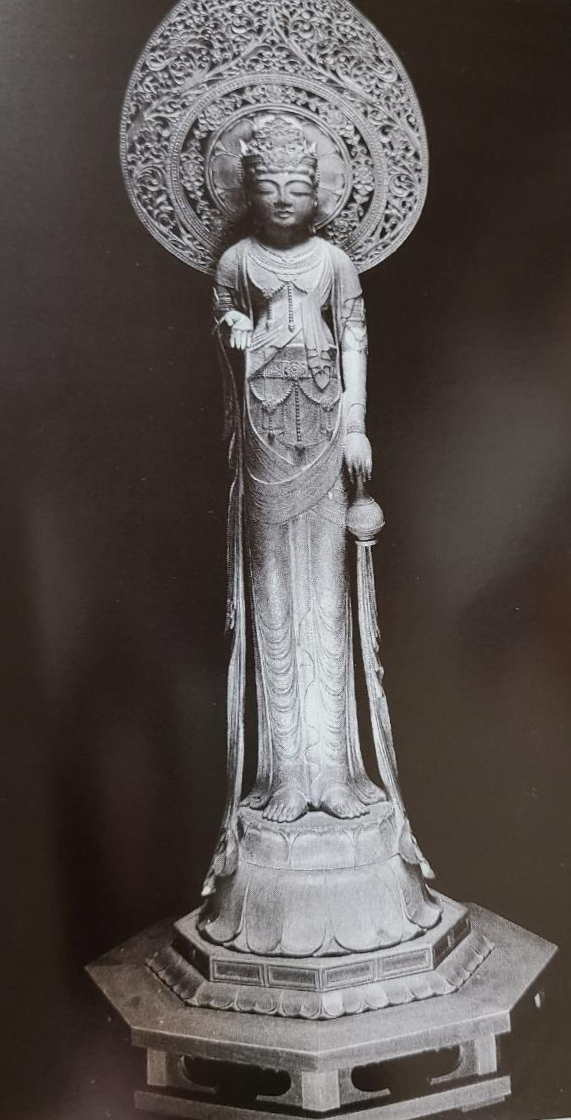
聖観世音菩薩 (青木本家所蔵)

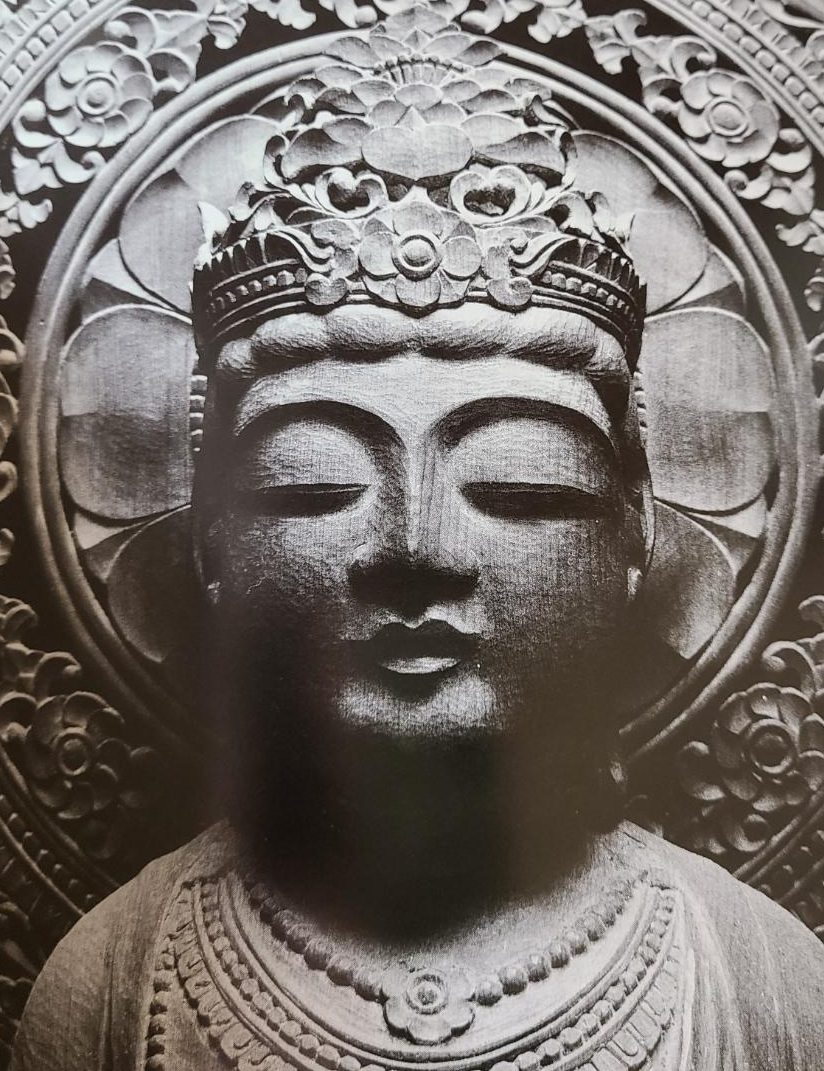
聖観世音菩薩 (青木本家所蔵)

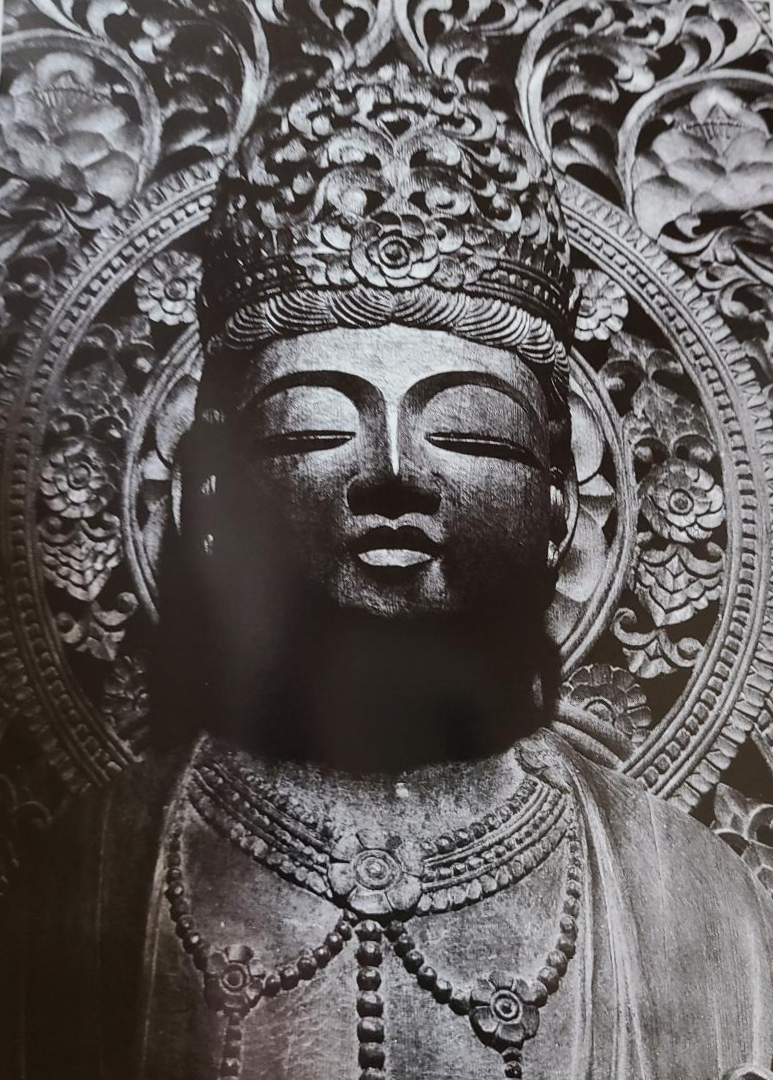
聖観世音菩薩 (岡本家所蔵)

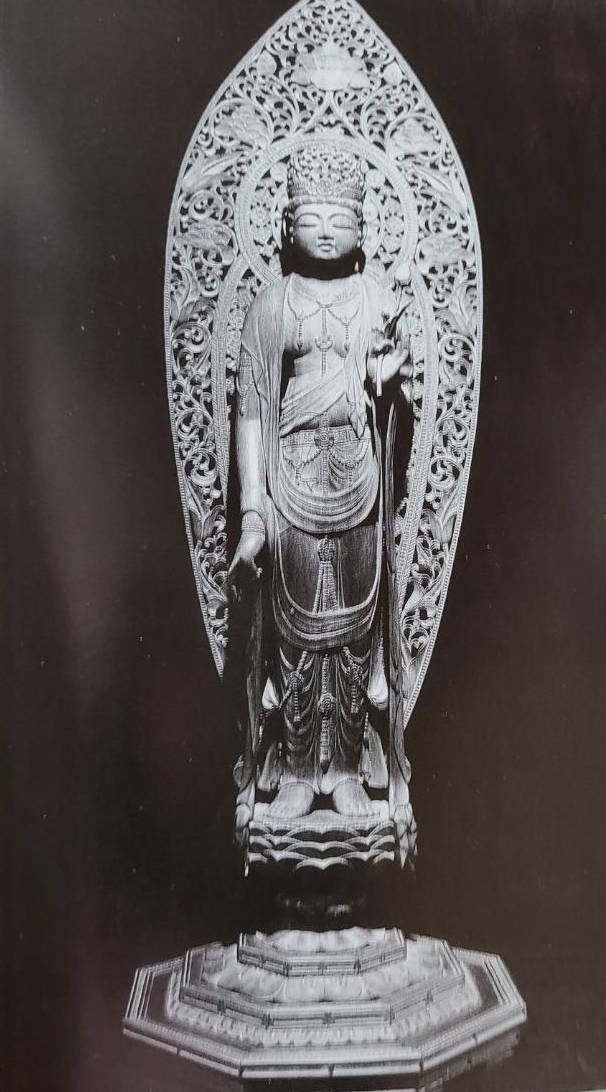
聖観世音菩薩 (岡本家所蔵)

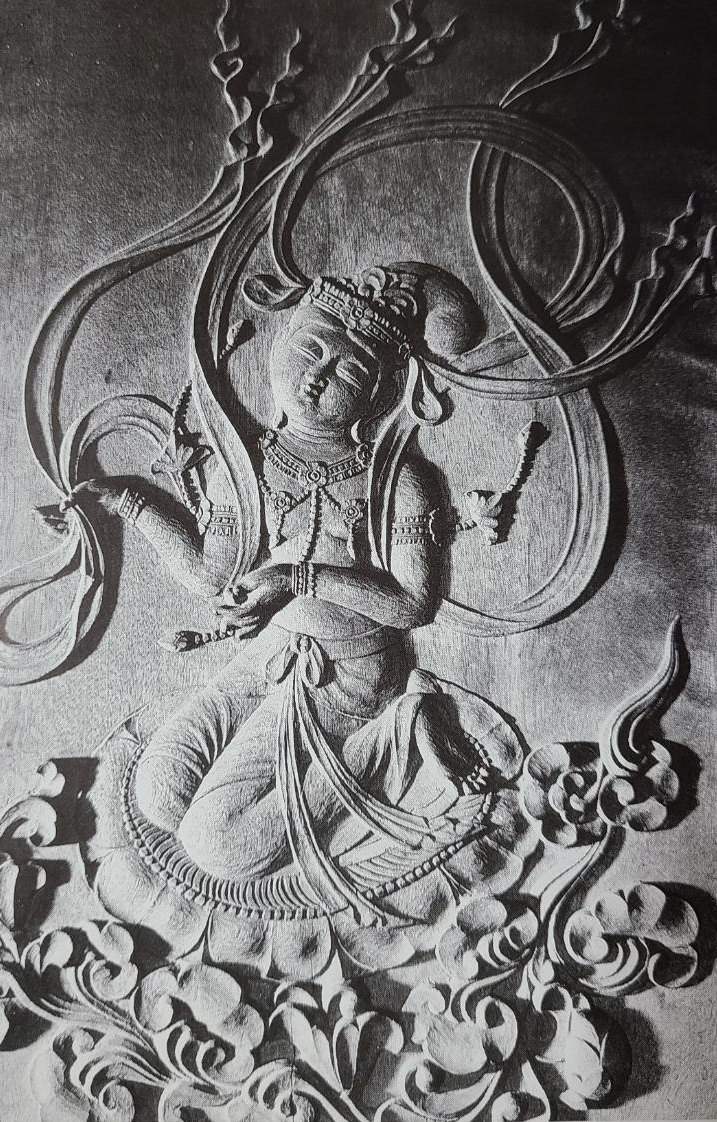
天女浮彫一面

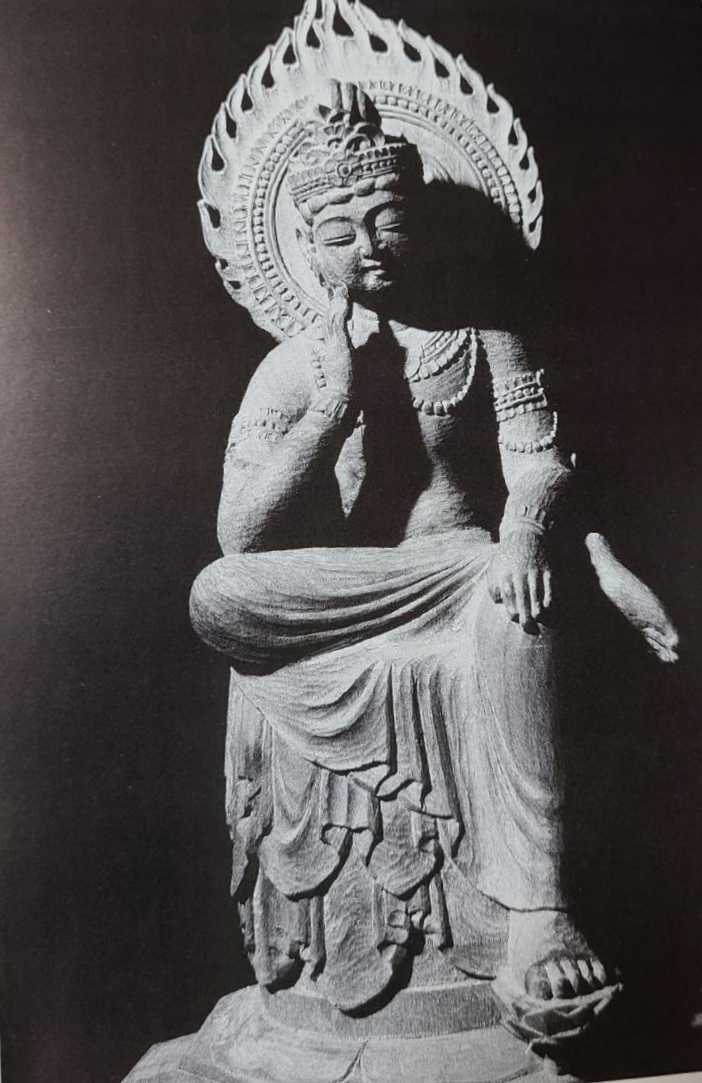
如意輪観世音菩薩

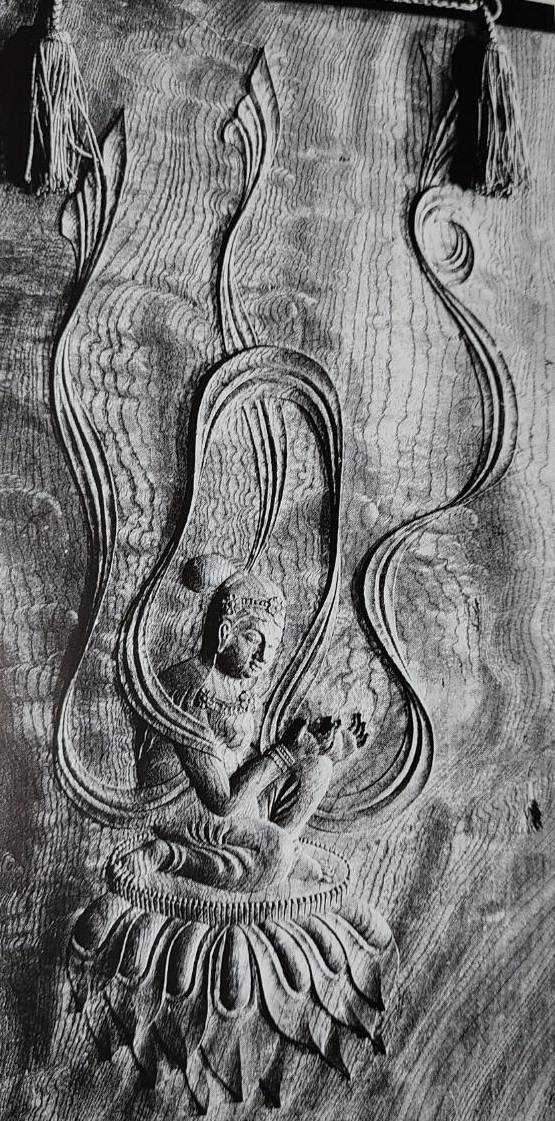
天女浮彫二面(明珍恒男先生図案 石馬禅寺)

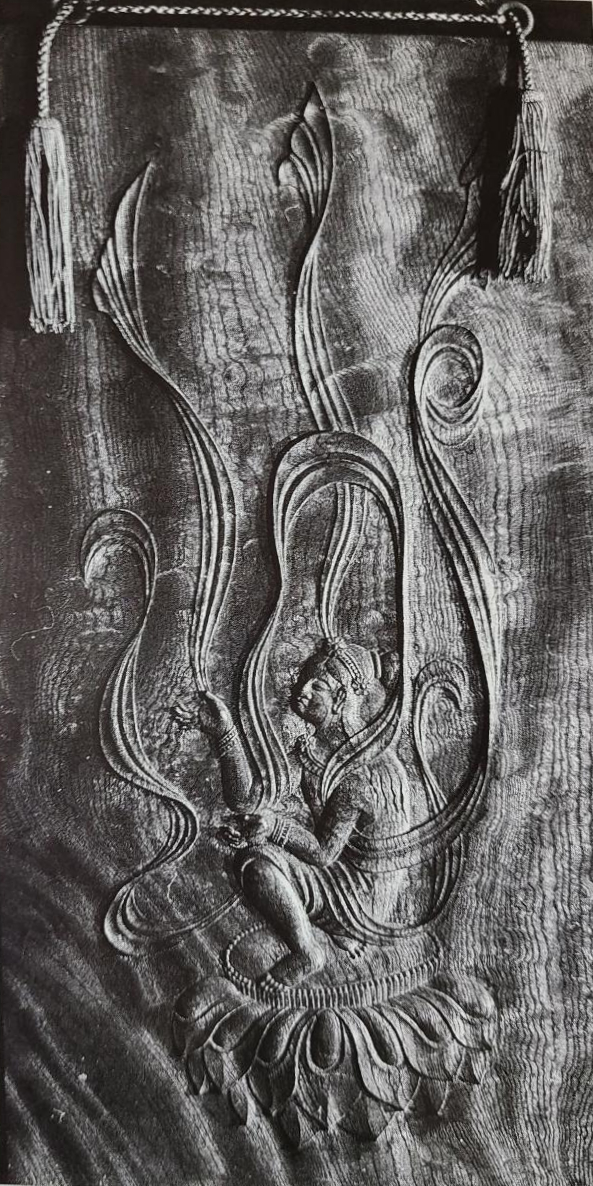
天女浮彫(明珍恒男先生図案 石馬禅寺)

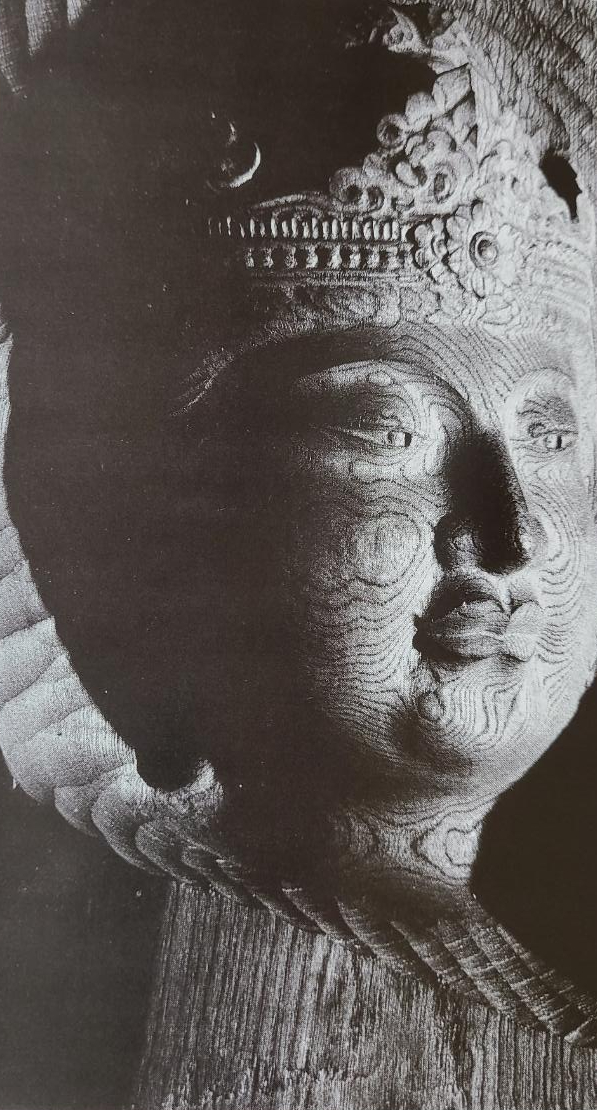
慈顔(深井家所蔵)

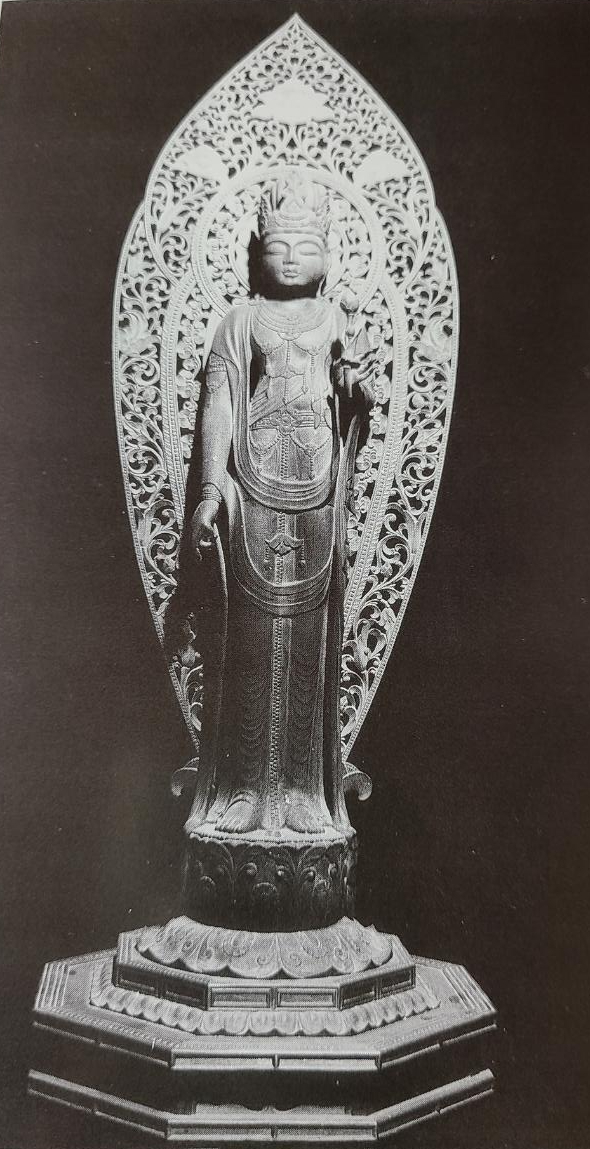
聖観世音菩薩(岩沢家所蔵)

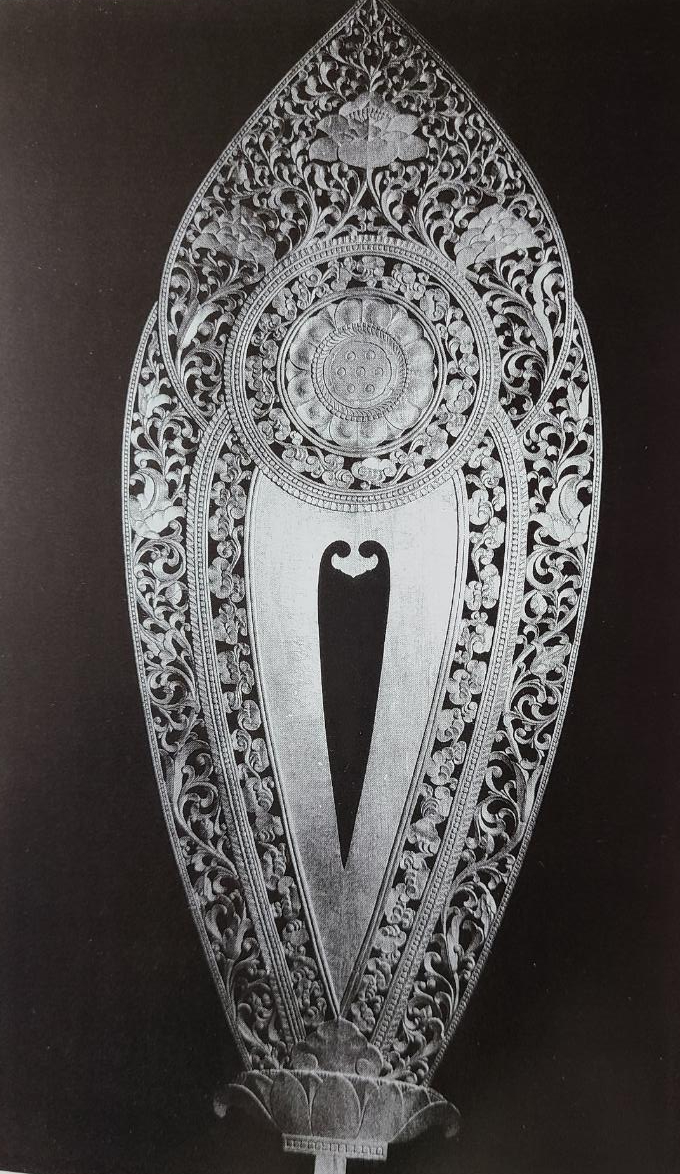
聖観世音菩薩光背(岩沢家所蔵)

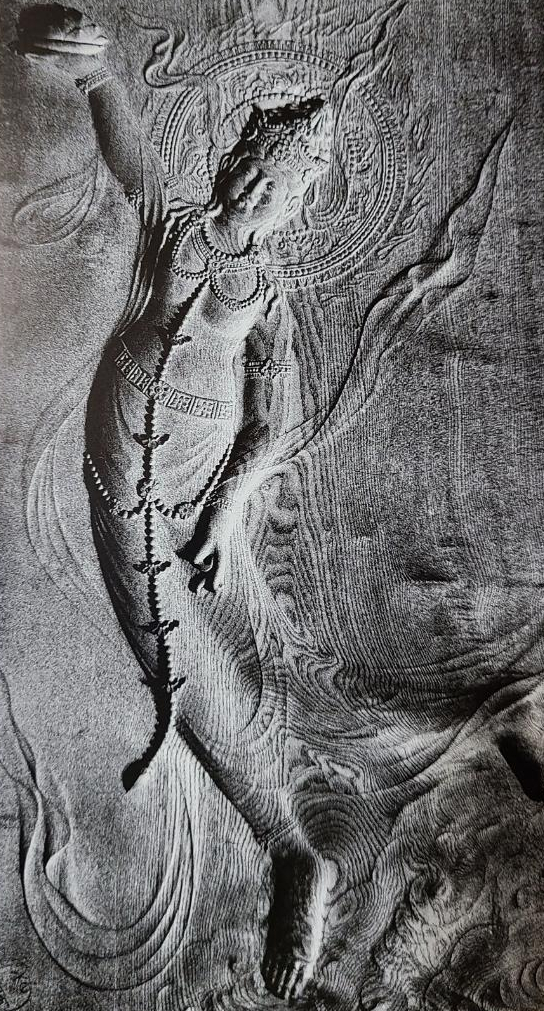
散華(薄肉彫天女像 京都三縁寺)

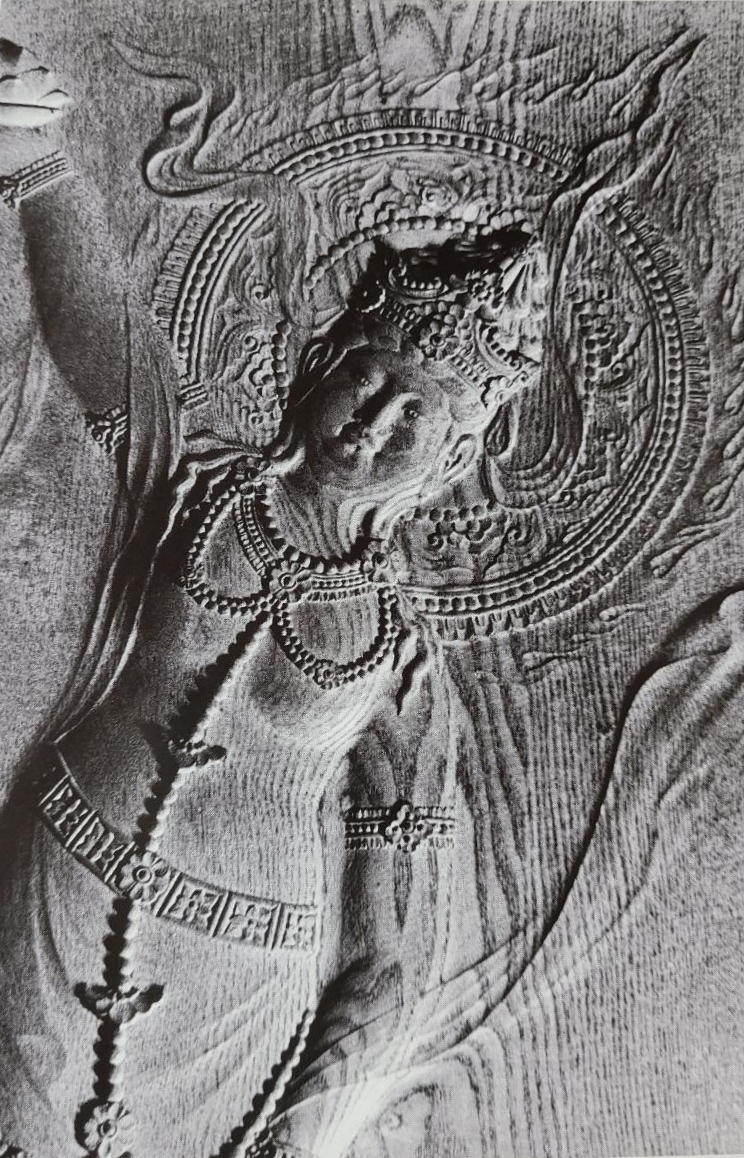
散華(薄肉彫天女像 京都三縁寺)

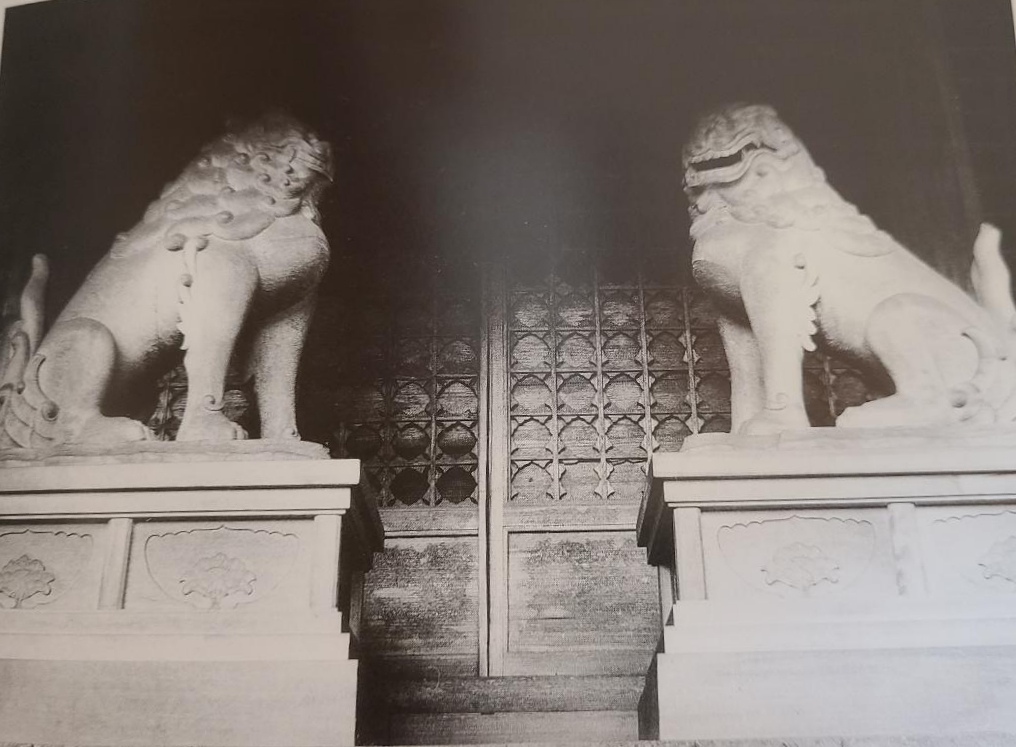
狛犬一対(滋賀 甲西町 日枝神社本殿)

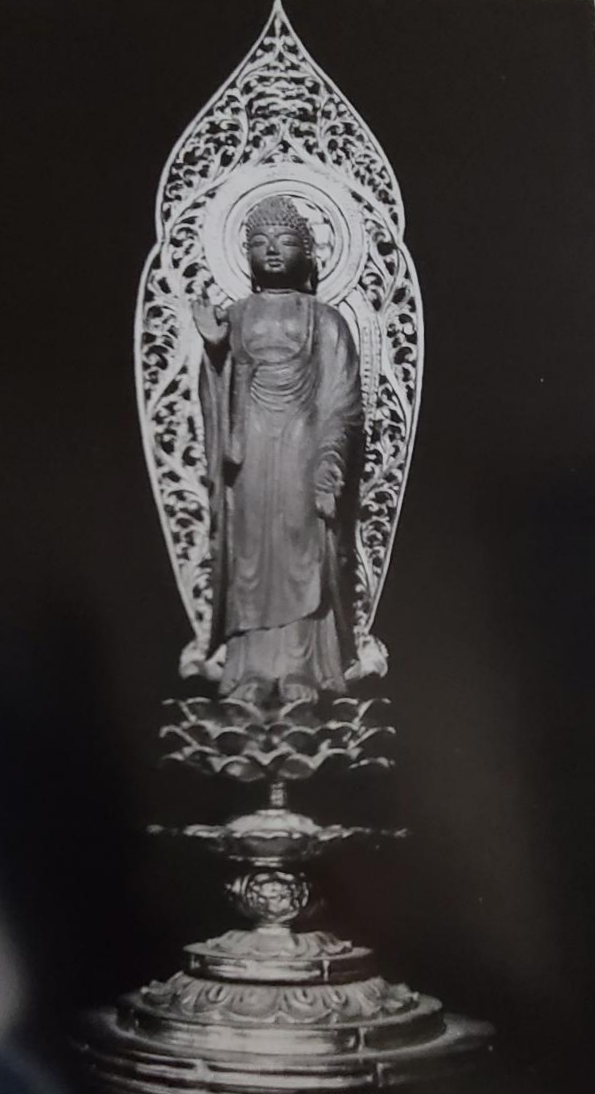
阿弥陀如来立像 (和田源次郎家所蔵)

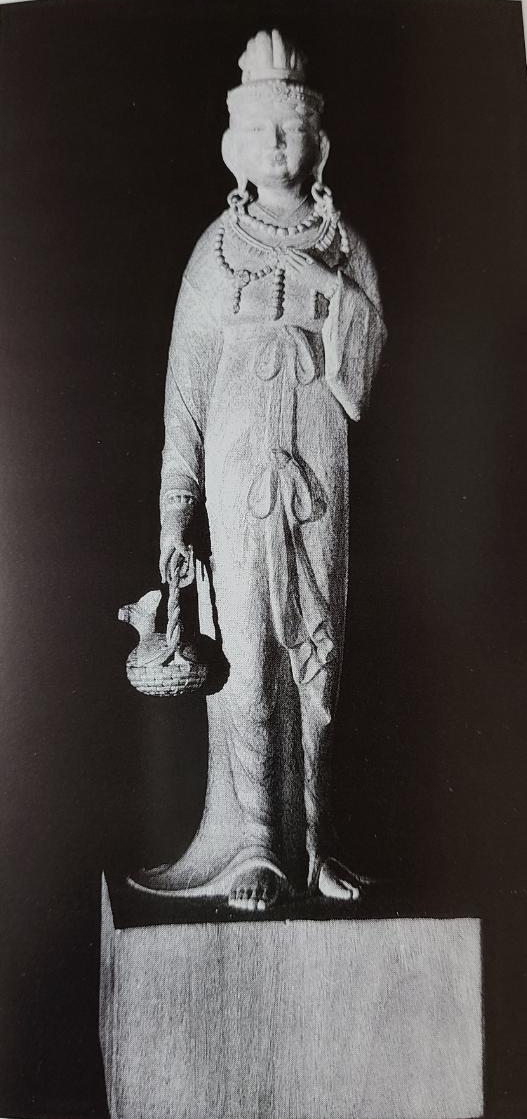
魚藍観世音菩薩 (深井家所蔵)

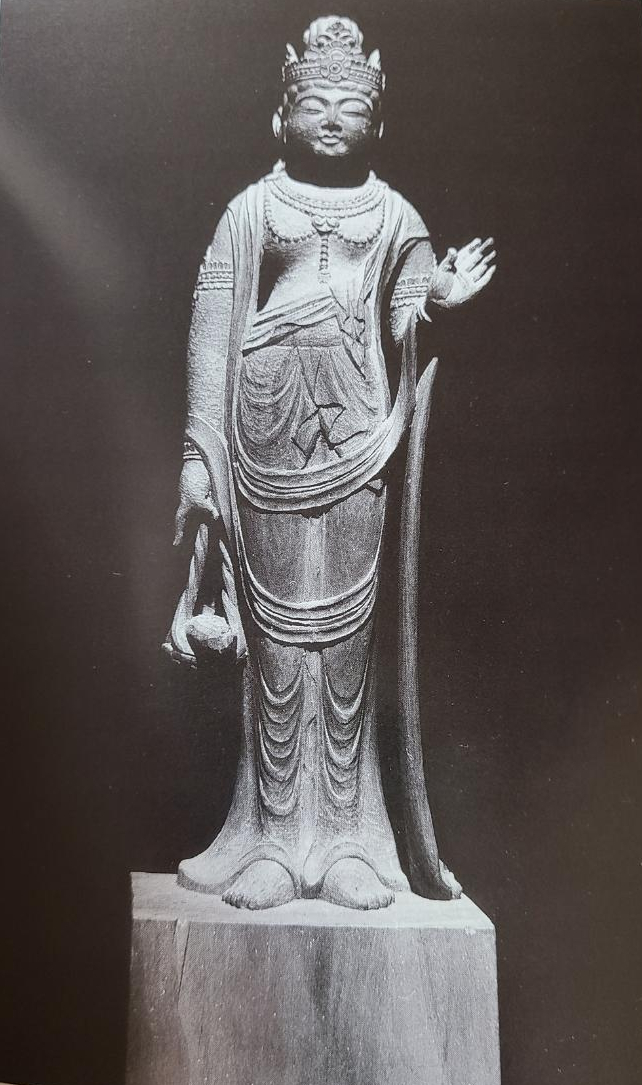
魚藍観世音菩薩

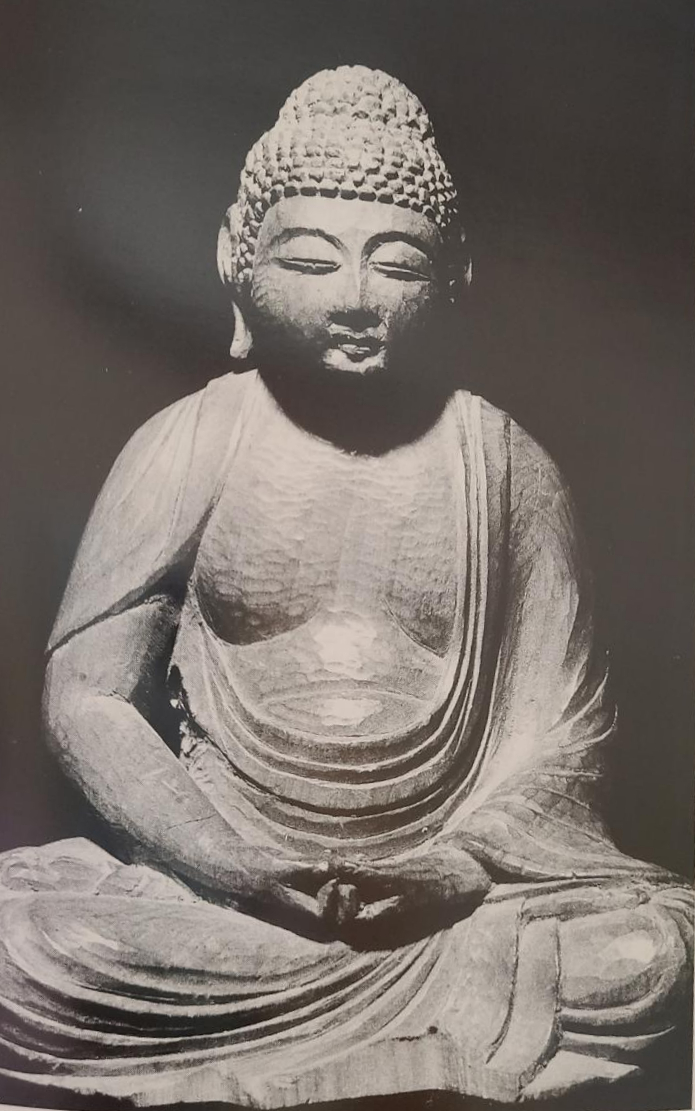
釈迦如来座像 (廣瀬家所蔵)

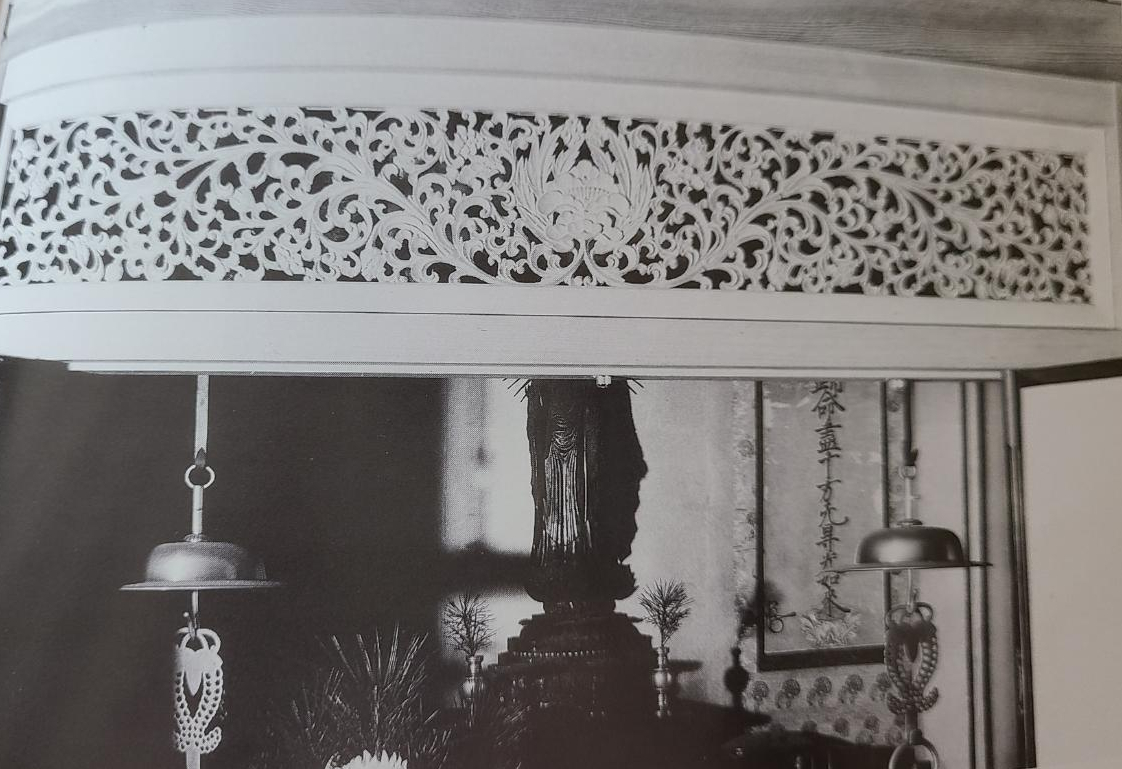
正念寺欄間 (滋賀 甲西町)

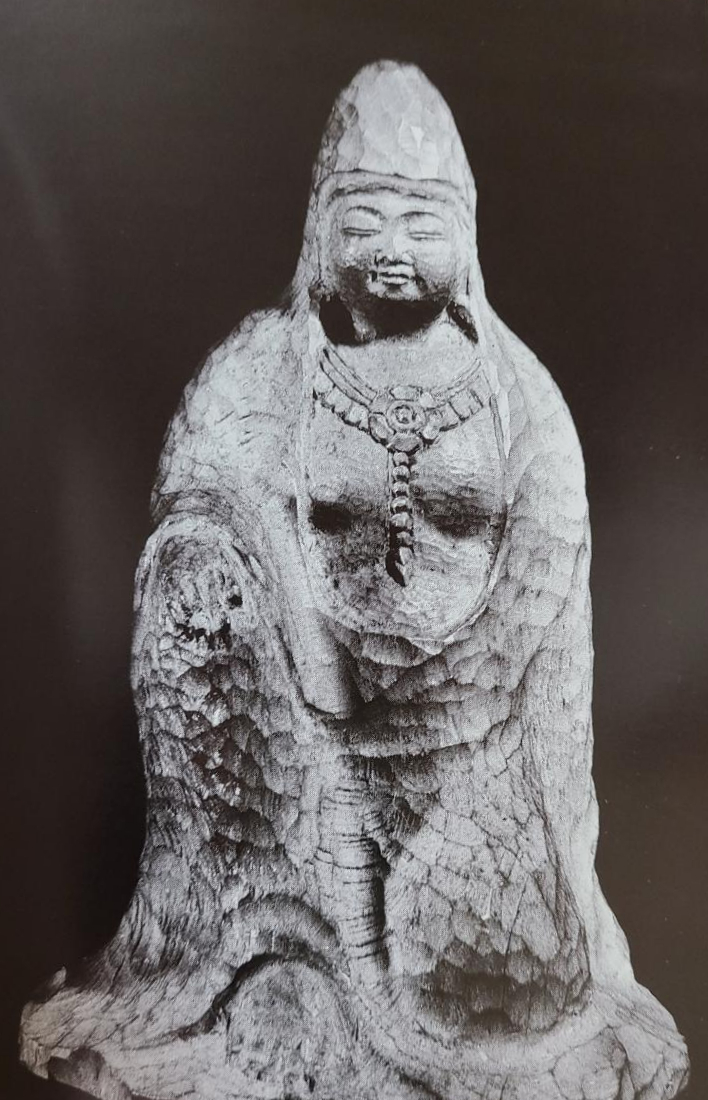
白衣観世音菩薩 (森崎家所蔵)

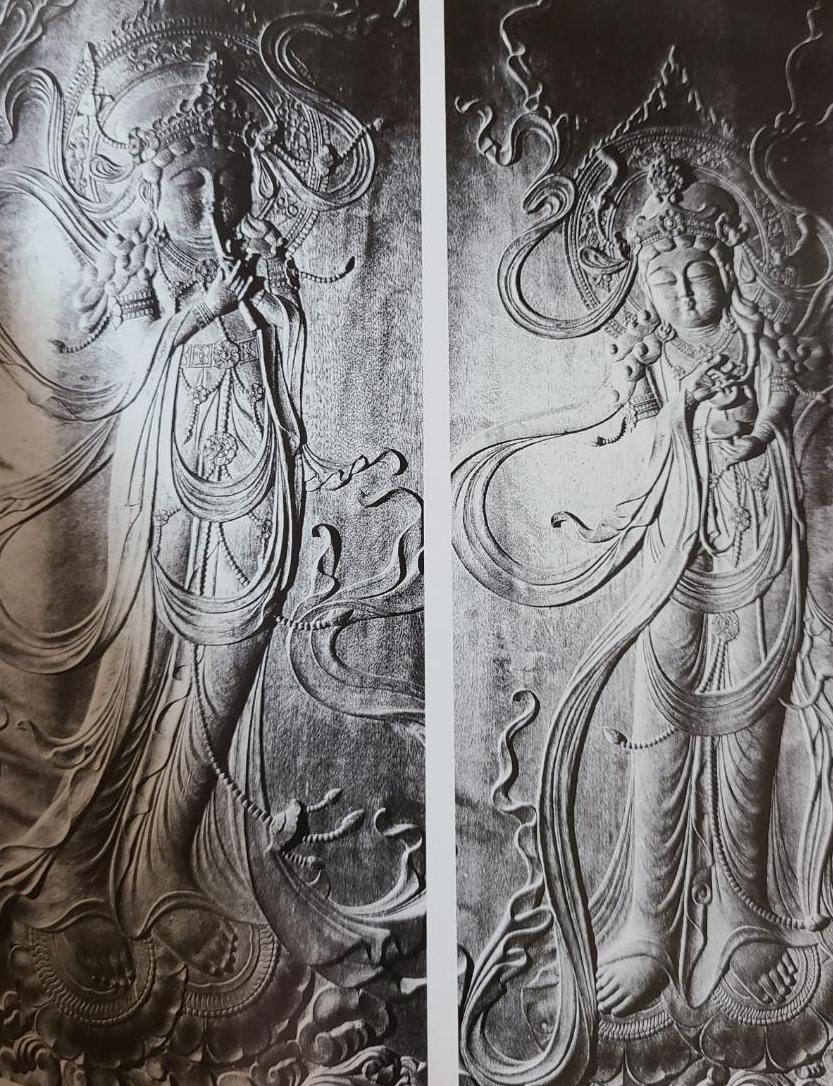
浮彫天女二面

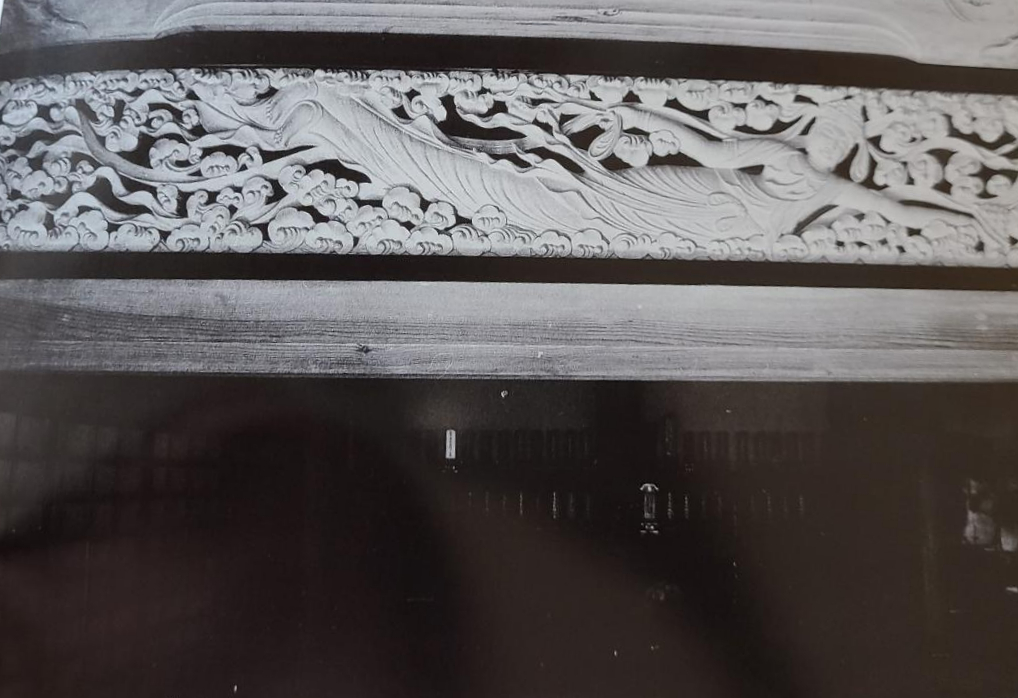
飛天 (滋賀 石部町 常楽寺欄間)

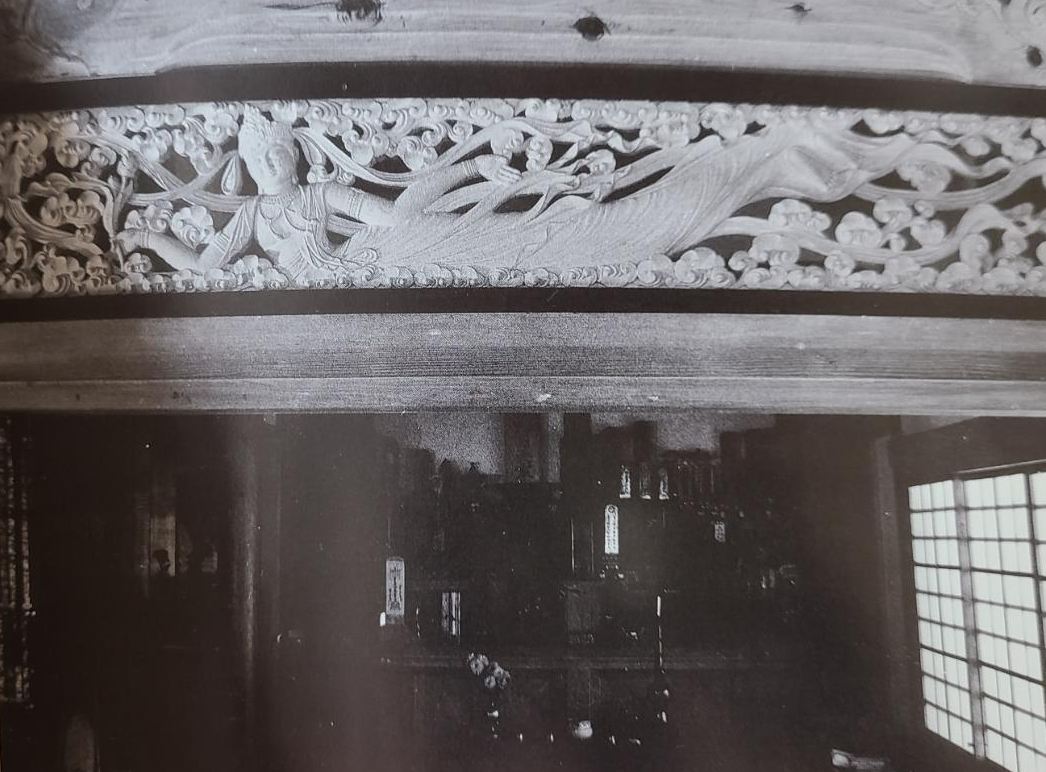
飛天 (滋賀 石部町 常楽寺欄間)

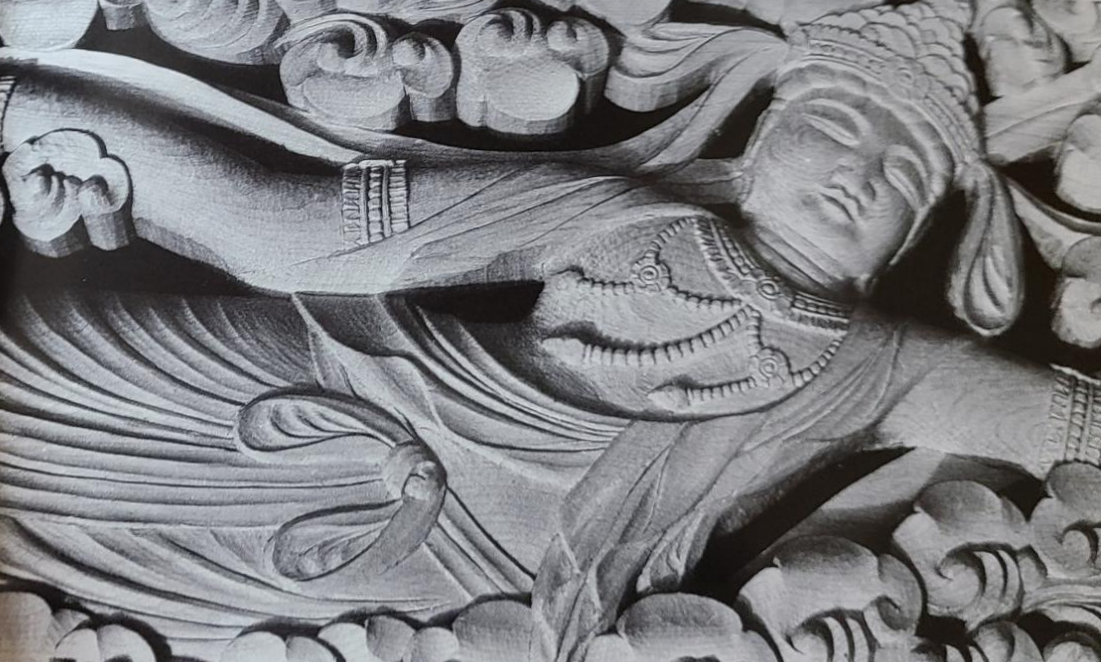
飛天 (滋賀 石部町 常楽寺欄間)

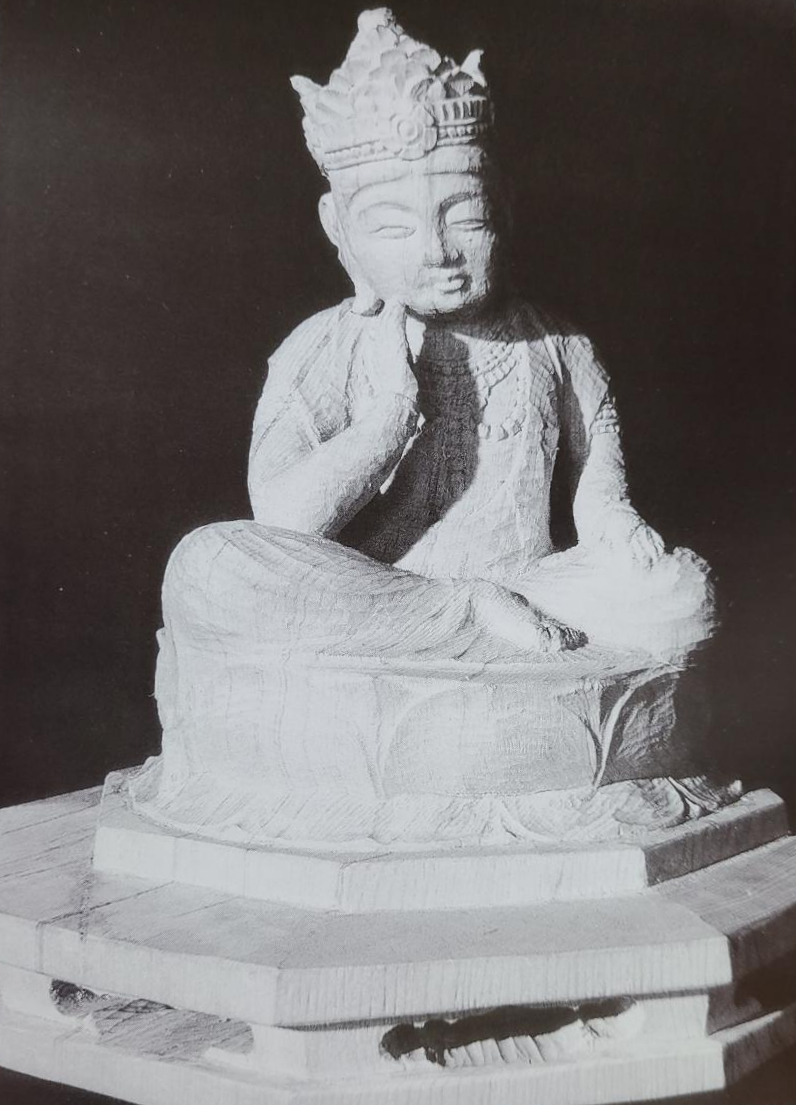
如意輪観音座像

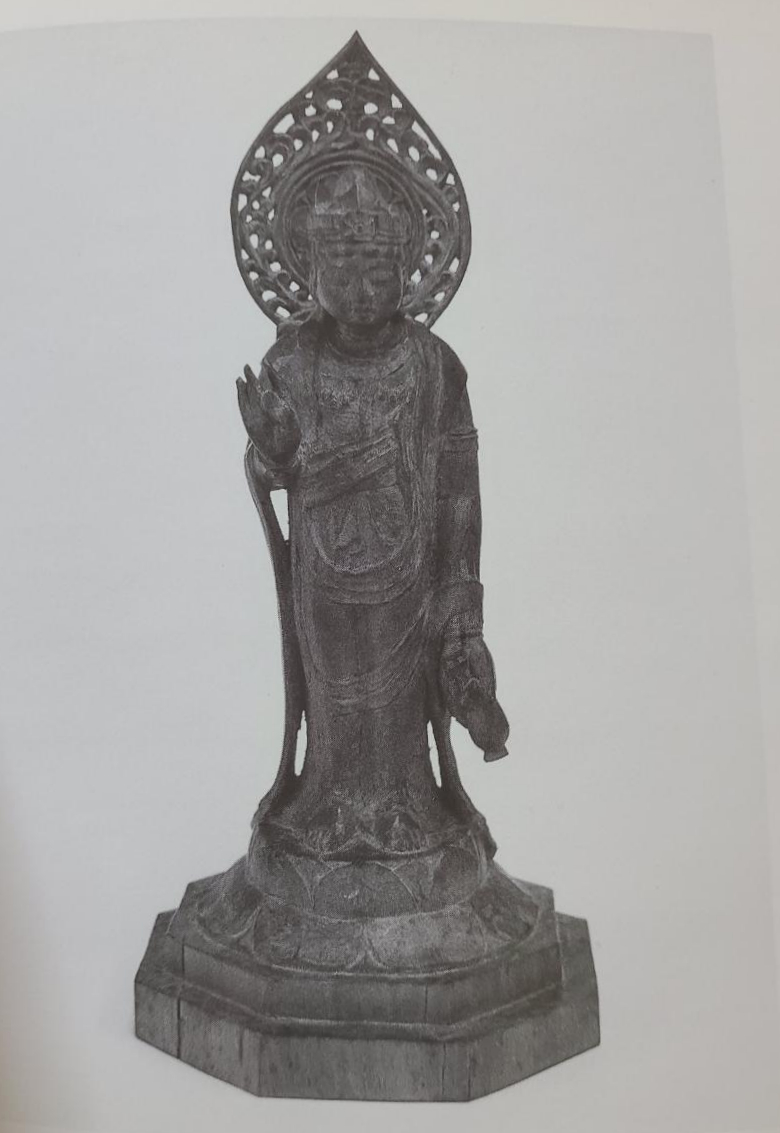
聖観世音菩薩(廣瀬家所蔵)

- 他 天女の額・天平の美女・聖徳太子像・大日如来像・仏像その他多数。

## 著書
- 『彫り刻む』 広瀬美智子刊、1971年。全国書誌番号:21075744

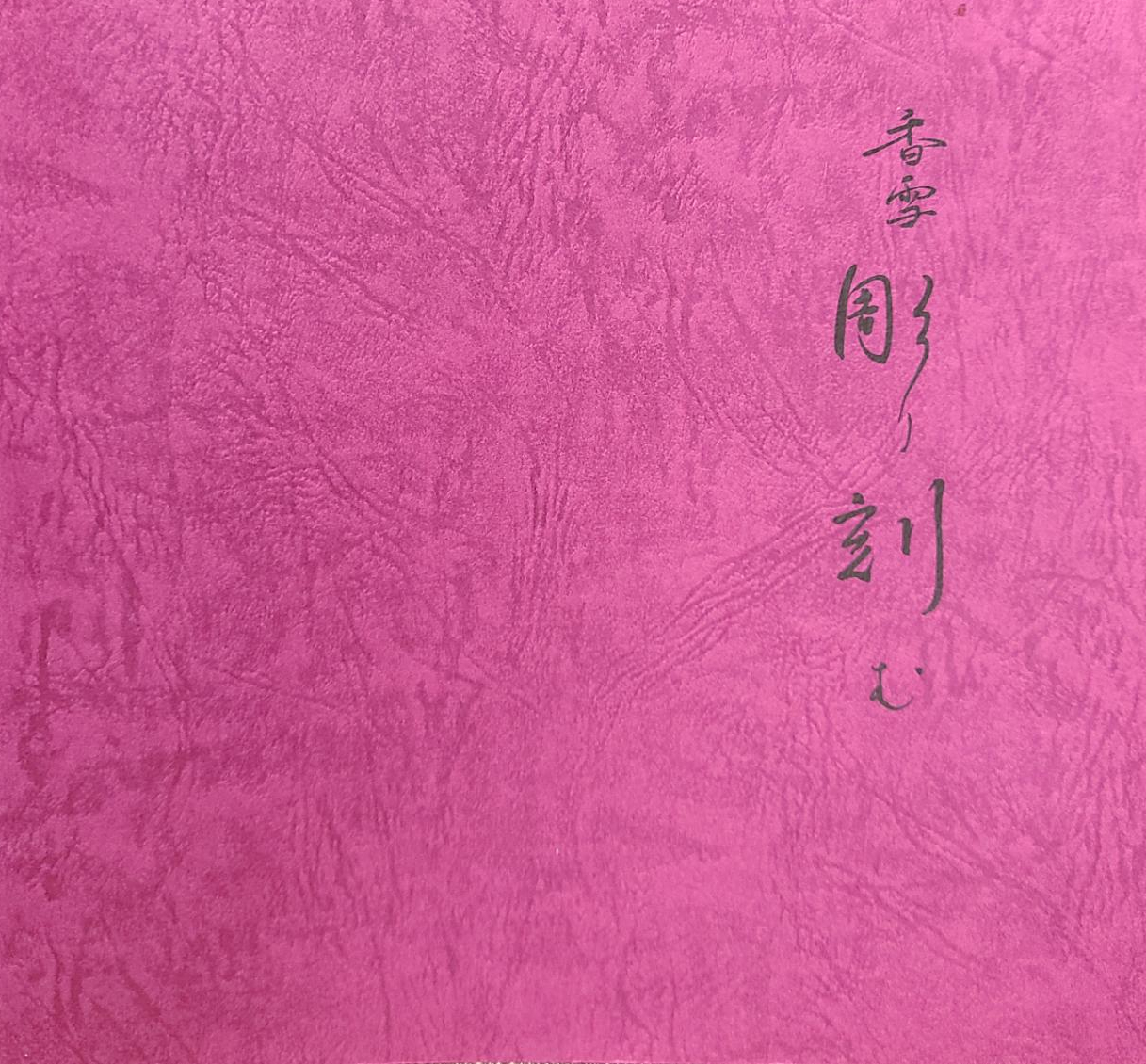
『彫り刻む』

著作権は、故廣瀬美智子より廣瀬泰彦(長男)が引き継いでおりますが、ご自由にお使い下さい。『彫り刻む』の再印刷は致しません。

## 関連文献
- 粕渕宏昭 「甲西町指定無形文化財 青木香雪の仕事について」 『民族文化』第257号、滋賀民俗学会、1985年